# Fulham

Una mappa che mostra come apparivano i quartieri del Borgo metropolitano di Fulham nel 1916.

Fulham ˈfʊləm è un quartiere del borgo londinese di Hammersmith e Fulham, situato nel sud-ovest di Londra, in Inghilterra, a 5,8 km a sud-ovest di Charing Cross. Si trova sulla riva nord del Tamigi, tra Hammersmith e Kensington e Chelsea, di fronte a Wandsworth, Putney e Barn Elms, e il London Wetland Centre di Barnes.
Fulham ha una storia di industria e impresa che risale al XV secolo, con ceramiche, tessitura di arazzi, produzione di carta e di birra, nei secoli XVII e XVIII nell'attuale Fulham High Street, per poi essere successivamente coinvolta nell'industria automobilistica, nella nascente aviazione e nei settori di produzione alimentare e di lavanderie. Nel XIX secolo si praticava la soffiatura del vetro, che venne poi ripresa nel XXI secolo con lo studio Aronson-Noon e la galleria Zest in Rickett Street, vittime del cosiddetto progetto di "Earl's Court Regeneration" nel 2012.
Il Lillie Bridge Depot, un deposito di ingegneria ferroviaria aperto nel 1872, è associato alla costruzione e all'estensione della metropolitana di Londra, all'elettrificazione delle linee della metropolitana dalla vicina stazione di Lots Road Power, e per ben oltre un secolo è stato il centro di manutenzione del materiale rotabile e dei binari.
Le due squadre calcistiche di Fulham sono il Fulham e il Chelsea. Ci sono due club sportivi esclusivi, l'Hurlingham Club, noto per il polo, e il Queen's tennis club, noto per il suo annuale torneo di tennis pre-Wimbledon.
Nel 1800, il Lillie Bridge Grounds ospitò i primi incontri della Amateur Athletic Association of England, la seconda finale di FA Cup e i primi incontri di boxe amatoriale.
La zona di Lillie Bridge era la sede del Middlesex County Cricket Club, prima che si spostasse a Marylebone.
Dalla fine del secolo XX, Fulham è considerata una delle zone residenziali più richieste di Londra e registra i prezzi immobiliari al metro quadrato più elevati dell'area sud-occidentale della città. Inoltre, Fulham è considerata dagli agenti immobiliari come una zona privilegiata di Londra.

## Storia

### Fulham Palace - il maniero di Fulham

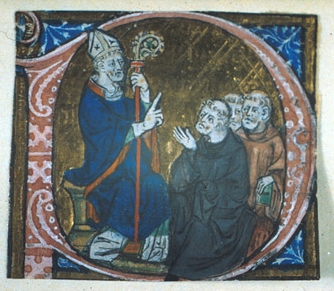
Breviario di Chertsey - St. Erkenwald

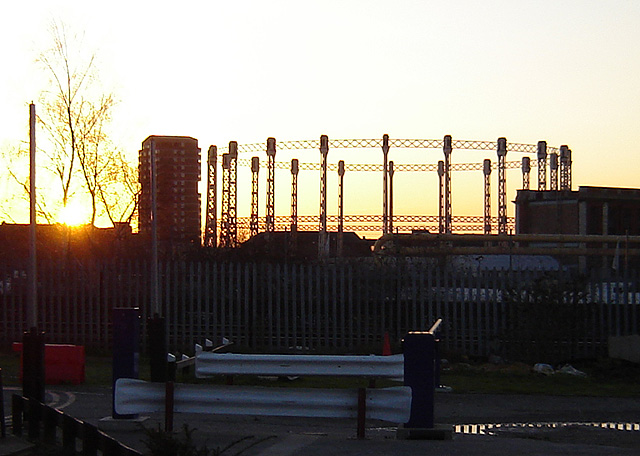
Sands End Gasworks nel 2006

Si pensa che Fulham, o nella sua prima forma "Fulanhamme", significasse terra nell'ansa del fiume "di uccelli" o "fango" (confrontare Foulness ) (avendo notato che la marea lambiva periodicamente determinati campi), o "appartenente a un capo anglosassone di nome Fulla".
Secondo dei documenti risalenti al Medioevo, il maniero di Fulham si afferma essere stato dato al vescovo Erkenwald, intorno all'anno 691, per sé e per i suoi successori nella sede di Londra. Infatti, come è geograficamente chiaro, il Fulham Palace, per nove secoli residenza estiva dei vescovi di Londra, è il maniero e la parrocchia di Fulham. Nell'879 gli invasori danesi risalirono il Tamigi e svernarono a Fulham e Hammersmith. Raphael Holinshed (morto nel 1580) scrisse che nel 1141 il vescovo di Londra alloggiava nella sua residenza quando Geoffrey de Mandeville, uscendo dalla Torre di Londra, lo fece prigioniero. Durante il Commonwealth il maniero fu temporaneamente fuori dalle mani dei vescovi, essendo stato venduto al colonnello Edmund Harvey.
Negli ultimi anni c'è stata una grande rinascita di interesse per la storia di Fulham, dovuta quasi interamente alle iniziative del Fulham Archaeological Rescue Group, che ha condotto a una serie di interessanti scavi, in particolare nei pressi del Fulham Palace, che mostrano che circa 5 000 anni fa delle popolazioni neolitiche vivevano lungo il fiume e in altre parti dell'area. Gli scavi hanno anche rivelato l'esistenza di insediamenti romani durante i secoli III e IV d.C.

### Parrocchia di Fulham
Non c'è traccia della costruzione originale di una chiesa parrocchiale a Fulham, ma la prima testimonianza scritta sull'esistenza di una chiesa, risale al 1154 a seguito di una disputa sulla decima. Il primo parroco conosciuto della All Saints Church di Fulham fu nominato nel 1242. La parte medievale esistente della All Saints Church fu demolita nel 1881, durante la ricostruzione da parte di Sir Arthur Blomfield, al fine di ingrandirla; tuttavia, non risaliva a prima del XV secolo. Sulla sponda opposta del Tamigi, si trova una chiesa relativamente vecchia, la chiesa di Santa Maria, a Putney, di fronte a quello che era un attraversamento traghetti.
Nel 1642 il conte di Essex, dopo essersi ritirato dalla battaglia di Brentford (1642), ordinò di mettere un ponte di barche sul Tamigi per congiungersi con il suo distaccamento a Kingston all'inseguimento di Carlo I, che ordinò al principe Rupert di ritirarsi da Brentford verso ovest. Il re e il principe spostarono le loro truppe da Reading a Oxford per l'inverno. Si pensa che questo avvenne vicino al primo ponte (che era fatto di legno). Veniva comunemente chiamato Fulham Bridge, costruito nel 1729 e poi sostituito nel 1886 dal Putney Bridge.

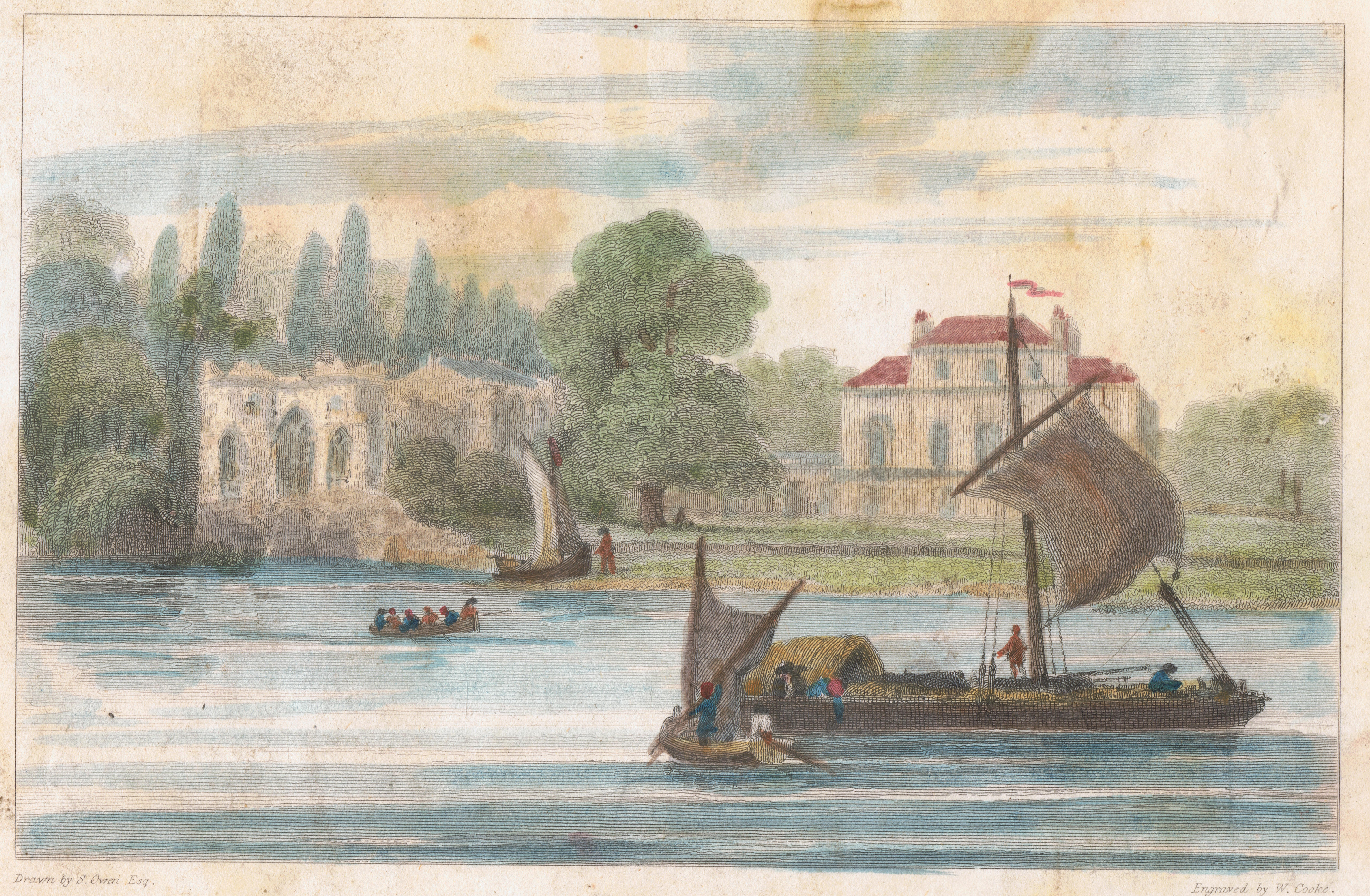
Vista della residenza del Margravio di Brandeburgo, (demolita)

Margravine Road ricorda l'esistenza della Brandenburg House, una casa signorile lungo il fiume costruita da Sir Nicholas Crispe al tempo di Carlo I, e utilizzata come quartier generale del generale Fairfax nel 1647, durante le guerre civili. Nel 1792 fu occupata da Carlo Alessandro, margravio di Brandeburgo-Ansbach e sua moglie, e nel 1820 da Carolina, consorte di Giorgio IV . Sua "moglie" Maria Fitzherbert, donna apolitica, viveva a Parson's Green, nell'East End House. Si dice che abbiano avuto diversi figli. Durante il XVIII secolo Fulham aveva una reputazione di sregolatezza, diventando un parco giochi per i ricchi di Londra, per gioco d'azzardo, prostituzione e birrerie.
Fino a un atto del 1834, il vicino villaggio di Hammersmith, trasformato in città, era stato un vicariato sotto la parrocchia di Fulham. Nel 1834 aveva così tanti residenti che fu creata una parrocchia separata con un vicario (non più un curato) e una sagrestia per i lavori. Le due aree non si sono riunite fino all'entrata in vigore del London Government Act nel 1965.

### Mappa del 1746 di John Roque
L'estratto sottostante della Mappa di Londra di John Rocque del 1746 mostra la parrocchia di Fulham nell'ansa del Tamigi, con il confine con Chelsea, Counter's Creek, stretto e scuro, che scorre a est nel fiume. Vengono mostrati il primo ponte in legno il Fulham/Putney Bridge, di recente costruzione, e due gruppi di villaggi di Fulham, uno centrale e uno a sud-ovest.

### Trasporti e giochi di potere del XIX secolo

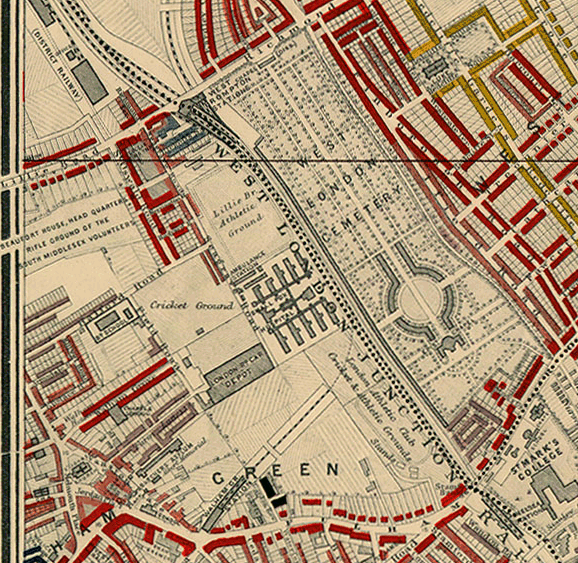
Mappa di Charles Booth, 1889 - dettaglio che mostra il Lillie Bridge, le due linee ferroviarie e il cimitero di Brompton

Il secolo XIX risvegliò dal loro sonno rurale il villaggio di Walham Green e le frazioni circostanti, che costituivano la parrocchia di Fulham, e i mercati ortofrutticoli, prima con l'avvento della produzione di energia e poi con un più esitante sviluppo dei trasporti. Ciò fu accompagnato da un'accelerazione dell'urbanizzazione, come in altri centri nella contea di Middlesex, che incoraggiò le abilità commerciali tra la crescente popolazione.
Nel 1824 la Imperial Gas Light and Coke Company, la prima società di servizi pubblici al mondo, acquistò la tenuta di Sandford a Sands End per produrre gas per l'illuminazione e, nel caso dell'Hurlingham Club, per il volo in mongolfiera. Il suo gasometro numero 2, georgiano, decorato in modo ornamentale, è stato completato nel 1830 e ritenuto il più antico gasometro del mondo.  In relazione ai portafogli di proprietà del gas, nel 1843 la neonata Westminster Cemetery Company ebbe difficoltà a persuadere la gas Equitable (una futura acquisizione imperiale) a vendere loro una piccola porzione di terra per ottenere l'accesso a sud, sulla Fulham Road, dove era stato recentemente allestito il Brompton Cemetery, oltre il confine della parrocchia a Chelsea. La vendita è stata finalmente ottenuta grazie all'intervento dell'azionista del cimitero e residente a Fulham, John Gunter.

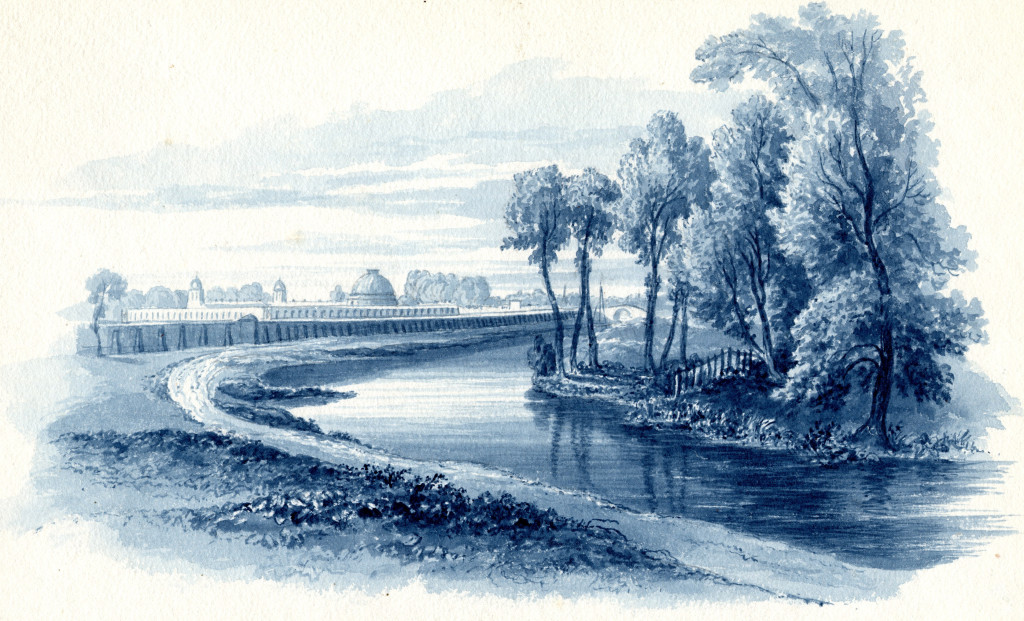
Kensington Canal e Brompton Cemetery di William Cowen, con lo Stamford Bridge in lontananza. c. 1860

Nel frattempo, un altro gruppo di proprietari terrieri locali, guidato da Lord Kensington con Sir John Scott Lillie e altri, concepì, nel 1822, l'idea di sfruttare il corso d'acqua a monte del fiume da Chelsea Creek sulla loro terra, trasformandolo in un canale di due miglia. Doveva avere un bacino, una chiusa e dei pontili, per poi essere conosciuto come il canale di Kensington, e collegare il Grand Union Canal con il Tamigi. In realtà, tuttavia, il progetto era fuori budget e, ritardato dai fallimenti degli appaltatori, fu inaugurato solo nel 1828, quando le ferrovie stavano già guadagnando terreno. Il concetto di canale a breve durata ha tuttavia lasciato un'eredità: la creazione sul territorio di Lillie di una fabbrica di birra e di un'area residenziale, 'Rosa' - 'Hermitage Cottages', e diverse strade, in particolare la Lillie Road, che collega il ponte sul canale (Lillie Bridge) a West Brompton con North End Lane, e la futura creazione di due linee ferroviarie, la West London Line e la District line, che collegano South London con il resto della capitale. Ciò è stato fatto con il contributo di due noti consulenti tecnici: Robert Stephenson nel 1840 e, dal 1860, Sir John Fowler. 

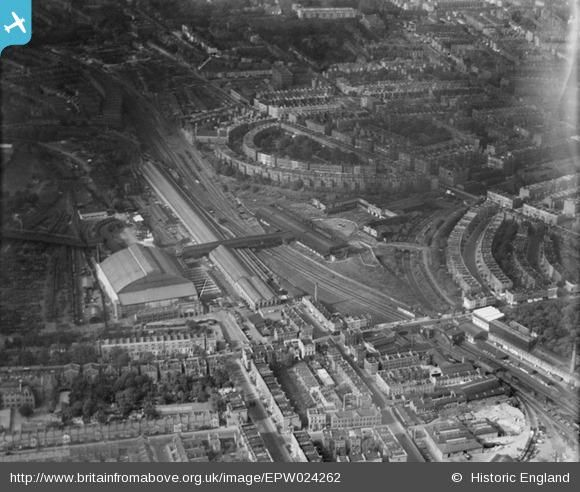
Empress Hall e deposito ferroviario di Lillie Bridge, Fulham, prima della costruzione dell'Earl's Court Exhibition sulla destra, 1928. Fonte: Britain from Above.

Ciò significava che l'area intorno a Lillie Bridge avrebbe dato un contributo duraturo, anche se in gran parte non celebrato, allo sviluppo e alla manutenzione dei trasporti pubblici a Londra e oltre. Accanto al deposito di ingegneria di Lillie Bridge, la Midland Railway ha stabilito il proprio deposito di carbone e merci.
Nel 1907 il quartier generale dell'ingegneria della Piccadilly Line a Richmond Place (16-18 Empress Place) supervisionò l'espansione verso ovest della linea nella periferia. All'inizio del secolo, la London Omnibus Co., situata a Seagrave Road, supervisionò il passaggio dagli autobus trainati da cavalli agli autobus a motore, che alla fine sono stati integrati nei London Transport e London Buses. Ciò attirò una moltitudine di altre imprese automobilistiche a trasferirsi in tale zona.
Con la crescita dei collegamenti di trasporto del secolo XIX nell'East Fulham e nei suoi impianti sportivi dal Lillie Bridge Grounds, insieme al vicino centro espositivo di 24 acri di Earl's Court e alla vasta Empress Hall (vedi la sezione intrattenimento di seguito), durante la prima guerra mondiale fu un alloggio per i rifugiati belgi. Invece, il borgo storico di North End venne completamente ristrutturato intorno al 1880 dai signori Gibbs & Flew, che costruirono 1.200 case nei campi. Ebbero problemi a smaltire le proprietà, quindi, per scopi di pubbliche relazioni, ribattezzarono l'area "West Kensington", per riferirsi al quartiere più prospero oltre il confine della parrocchia.
L'ultima fattoria attiva a Fulham è stata la Crabtree Farm, chiusa all'inizio del secolo XX. A registrare tutti questi cambiamenti fu principalmente un uomo del posto, Charles James Féret (1854-1921), che condusse ricerche per alcuni decenni prima di pubblicare la sua storia in tre volumi di Fulham nel 1900.

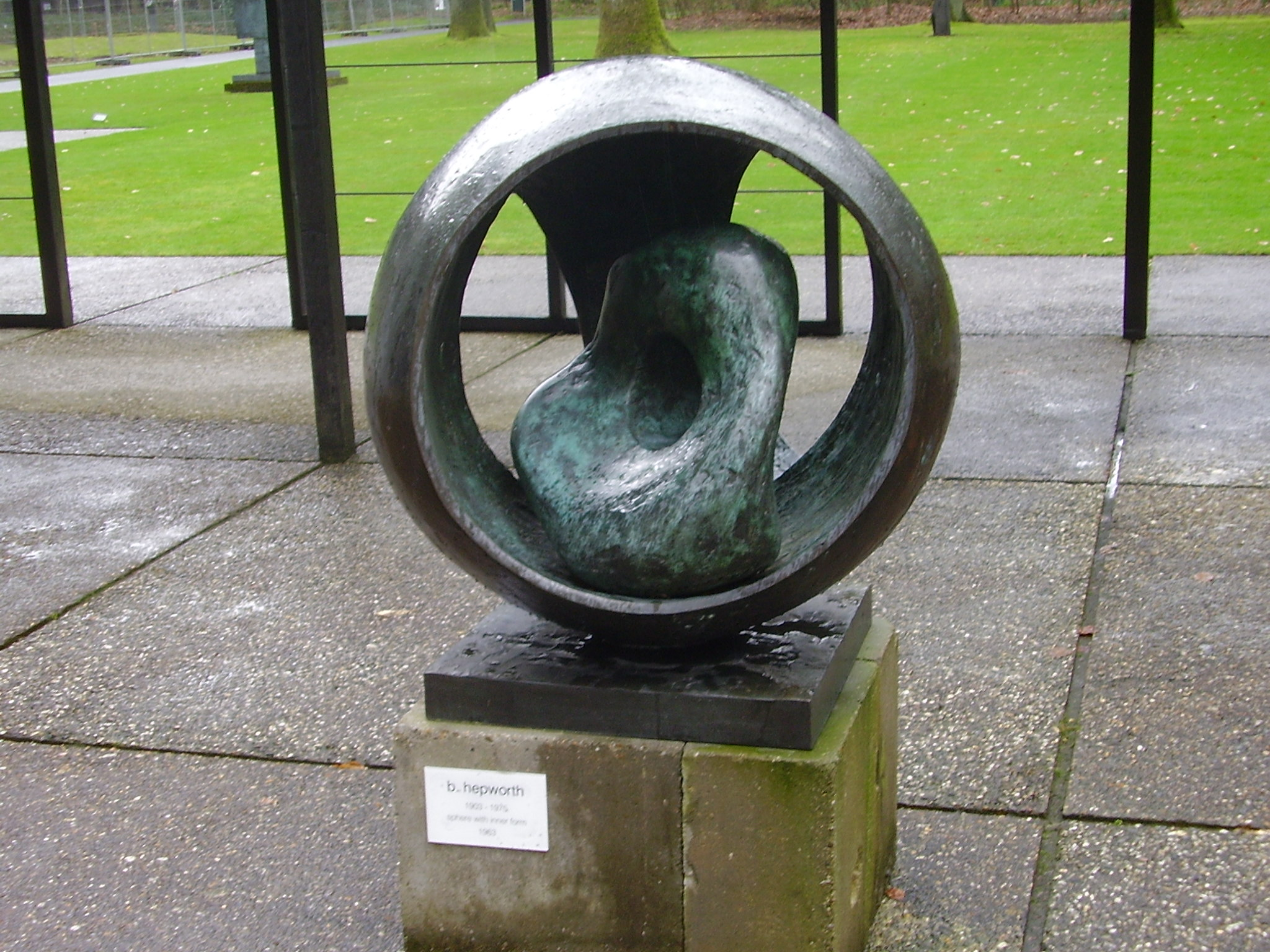
Sfera con forma all'interno di Barbara Hepworth, fusa all'Art Bronze Foundry di Fulham

### Arte e artigianato
La ceramica e la tessitura a Fulham risalgono intorno al secolo XVII, in particolare con la Fulham Pottery, seguita dall'istituzione della produzione di arazzi e tappeti, con una filiale della "manifattura dei Gobelins'' francese e poi, intorno al 1750, dalla scuola di tessitura di Parisot (di breve durata). William De Morgan, ceramista e romanziere, si trasferì a Sands End con la moglie pittrice Evelyn De Morgan, e qui vissero e lavorarono. Un'altra coppia di artisti, che faceva sempre parte del movimento Arts and Crafts, visse a "The Grange", nel North End: Georgiana Burne-Jones e suo marito, Edward Burne-Jones. Entrambe le coppie erano amiche di William Morris.
Altri artisti che si stabilirono lungo Lillie Road, furono l'incisore fiorentino Francesco Bartolozzi e Benjamin Rawlinson Faulkner, un ritrattista della società. Henri Gaudier-Brzeska, il pittore espressionista francese e amico di Ezra Pound, visse a Walham Green fino alla sua prematura morte nel 1915. La produzione di vetro era, fino a poco tempo fa, rappresentata dallo studio di vetrate della Glass House, costruita appositamente e classificata come Grade II a Lettice Street e, recentemente, dall'Aaronson Noon Studio, con la galleria 'Zest' a Rickett Street, che fu obbligato a chiudere nel 2012, dopo 20 anni dagli sviluppatori di "Lillie Square" e Earl's Court. Entrambe le aziende del vetro si sono ora trasferite fuori Londra.
L'Art Bronze Foundry, fondata da Charles Gaskin nel 1922, opera ancora in Michael Road, nei pressi di New King's Road, a breve distanza da Eel Brook Common. La fonderia ha prodotto, tra gli altri, opere di Henry Moore, Elisabeth Frink, Barbara Hepworth e Jacob Epstein. Il lavoro della fonderia può essere ammirato negli spazi pubblici di tutto il mondo.

### 20º secolo

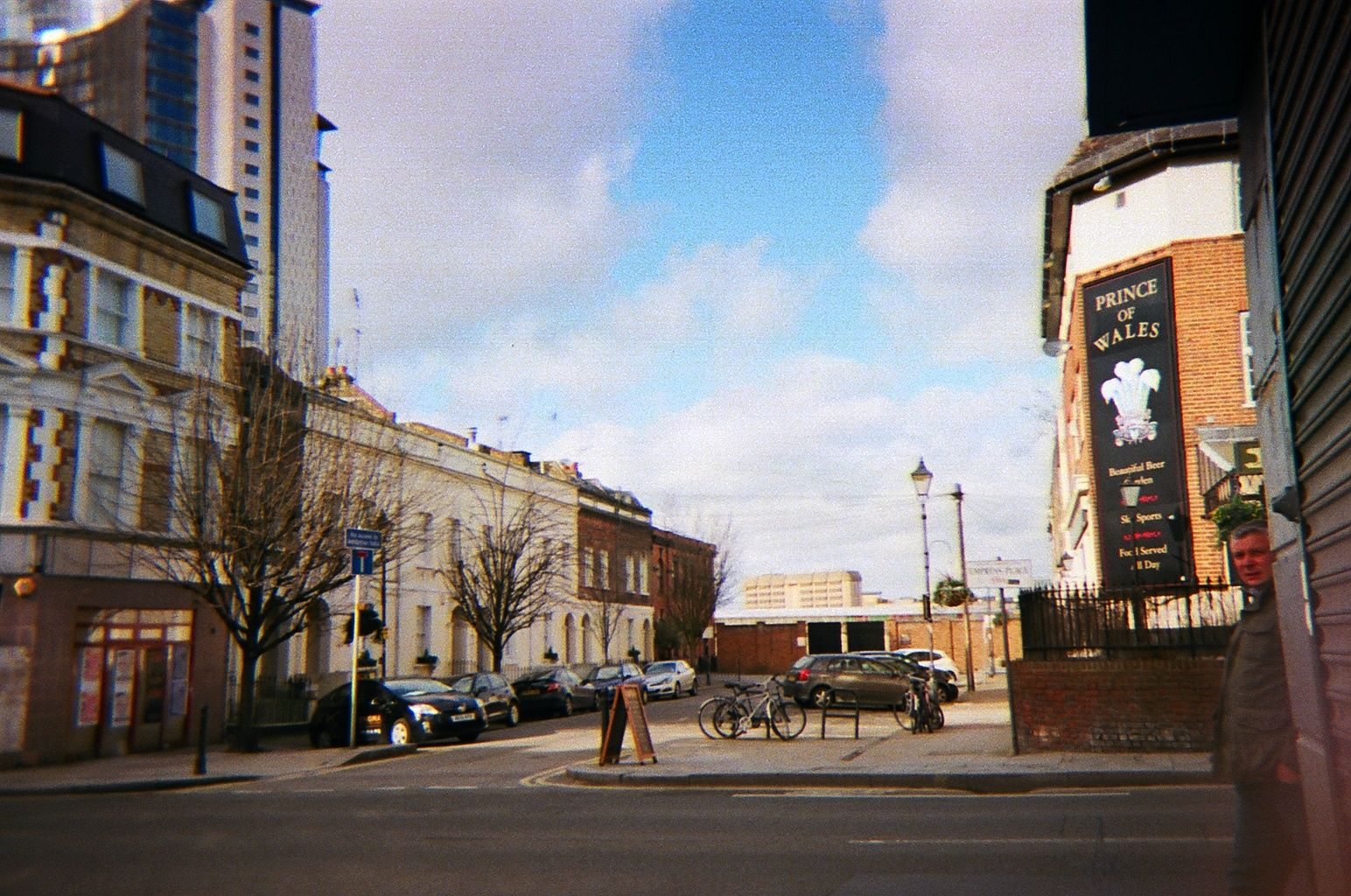
Empress Place (1865), con l'ex quartier generale della Piccadilly Line, ultimo isolato a sinistra della strada

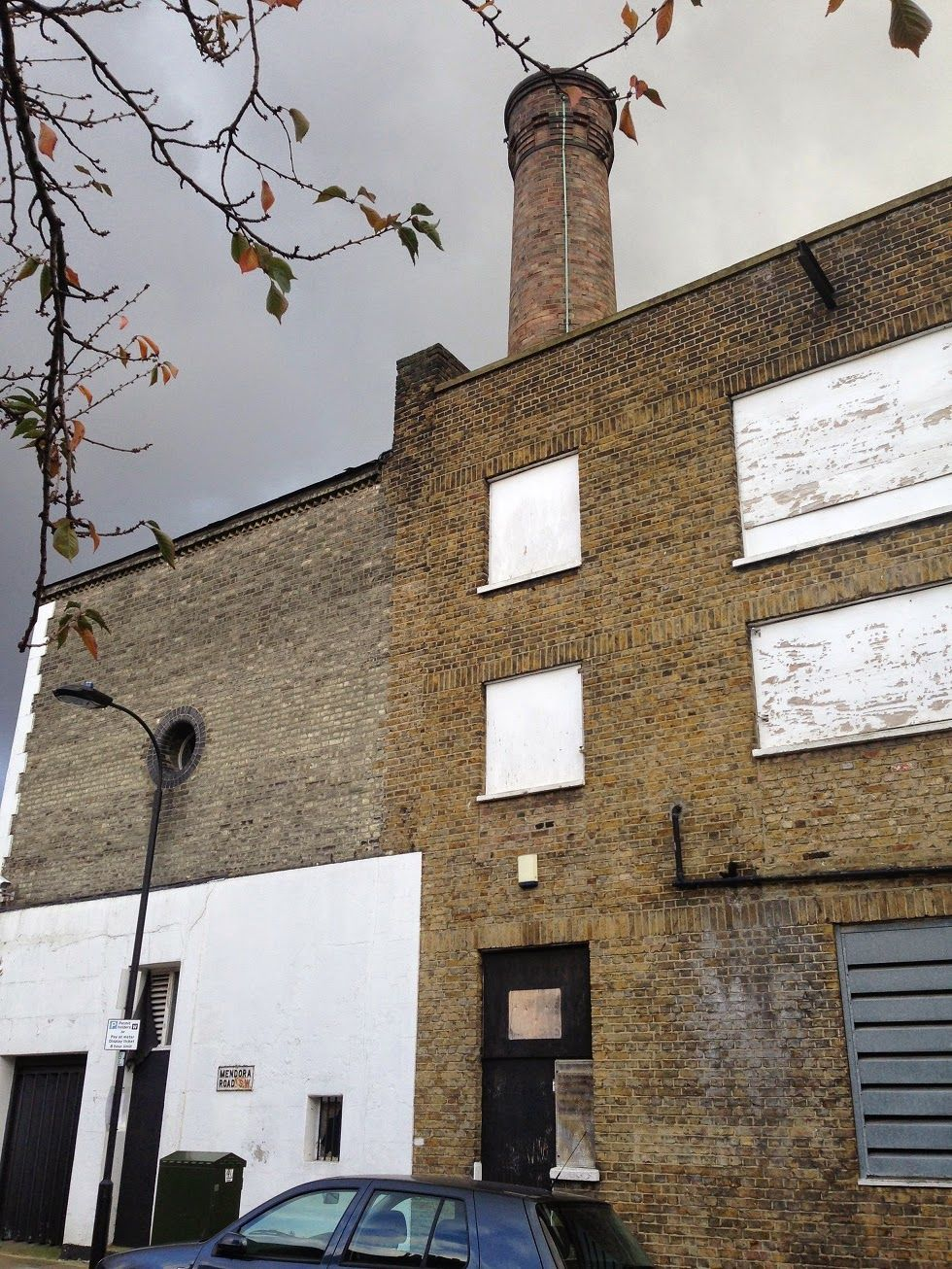
Comignolo della vecchia lavanderia e del laboratorio Kodak, sito in Rylston Road, Fulham

Nel 1926 la Chiesa d'Inghilterra istituì la carica di vescovo di Fulham come suffraganea a quella del vescovo di Londra.
Fulham è rimasta un'area prevalentemente operaia per la prima metà del secolo XX, con sacche signorili nel North End, lungo la parte superiore delle strade di Lillie e New King's, in particolare intorno a Parsons Green, Eel Brook Common, South Park e l'area circostante l'Hurlingham Club. L'area ha attirato principalmente un gran numero di immigrati, provenienti dalle campagne, per servire l'industrializzazione e le parti più privilegiate della capitale.
Con i rapidi cambiamenti demografici giunse anche la povertà, come sottolineato da Charles Dickens (1812-1870) e Charles Booth (1840-1916). Fulham aveva i suoi ospizi che attirarono diversi benefattori, tra cui l'Housing Trust di Samuel Lewis (finanziere), il Peabody Trust e la Sir Oswald Stoll Foundation per fornire alloggi a basso costo.
Il Metropolitan Asylums Board acquisì, nel 1876, un terreno di 13 acri alla fine di Seagrave Road per costruire un ospedale per la febbre,  il Western Hospital., che in seguito divenne un centro di eccellenza del NHS per il trattamento della poliomielite, fino alla sua chiusura nel 1979. Tranne un reparto, rimasto di occupazione privata, è stato sostituito da un complesso di appartamenti e da un piccolo spazio pubblico, il Brompton Park.
A parte la secolare industria della birra, esemplificata dalla Swan Brewery sul Tamigi, le principali attività industriali riguardavano l'automobilismo e la nascente aviazione - Rolls Royce, Shell-Mex, Rover, London Omnibus Co. - e l'ingegneria ferroviaria (Lillie Bridge Depot), lavanderie - il Palace Laundry è ancora esistente - e attività di edilizia. Successivamente si sviluppò l'industria della distillazione con il White Satin Gin di Sir Robert Burnett; la lavorazione degli alimenti, con Telfer's Pies, Encafood e Spaghetti House e lo sviluppo fotografico della Kodak. Ciò incoraggiò il tratto meridionale di North End Road a diventare la "High street" non ufficiale di Fulham, a quasi un miglio dall'attuale Fulham High Street, con i suoi grandi magazzini FH Barbers, insieme ai punti vendita di Woolworth, Marks & Spencer e Sainsbury. Il secondo negozio Tesco in assoluto venne aperto in North End Road. Il più antico negozio indipendente di alimenti biologici del Regno Unito, aperto nel 1966 dalla Aetherius Society, opera ancora a Fulham Road.
Affiancato da questi sviluppi, il periodo del dopoguerra ha visto la demolizione del patrimonio architettonico di Fulham all'inizio del secolo XIX, sostituito da un'architettura brutalista - l'attuale hotel Ibis - e l'Empress State Building a Lillie Road, che nel 1962 sostituì l'Empress Hall ormai in declino. La LCC e il consiglio locale continuarono il tanto necessario sviluppo di case popolari tra la seconda guerra mondiale e gli anni '80.

### Storia dell'aviazione parziale

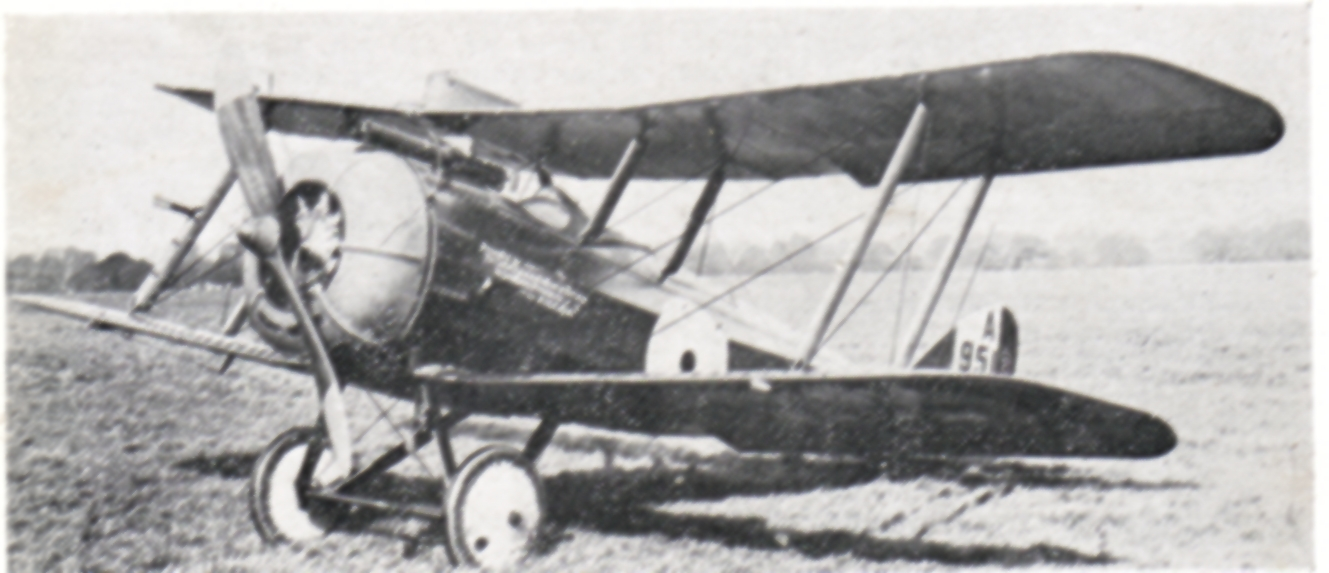
De Havilland ha progettato l'aereo da guerra Airco DH5 01

Geoffrey de Havilland, pioniere dell'aviazione, costruì il suo primo aeroplano nel 1909, nella sua officina di Bothwell Street a Fulham. Successivamente, durante la prima guerra mondiale, il sito della Cannon's Brewery all'angolo tra Lillie e North End Road venne utilizzato per la produzione di aerei. La Darracq Motor Engineering Company di Townmead Road, divenne produttrice di aeromobili a Fulham per la compagnia Airco, realizzando progetti e componenti di De Havilland per tutto il periodo della guerra.

### Patrimonio musicale

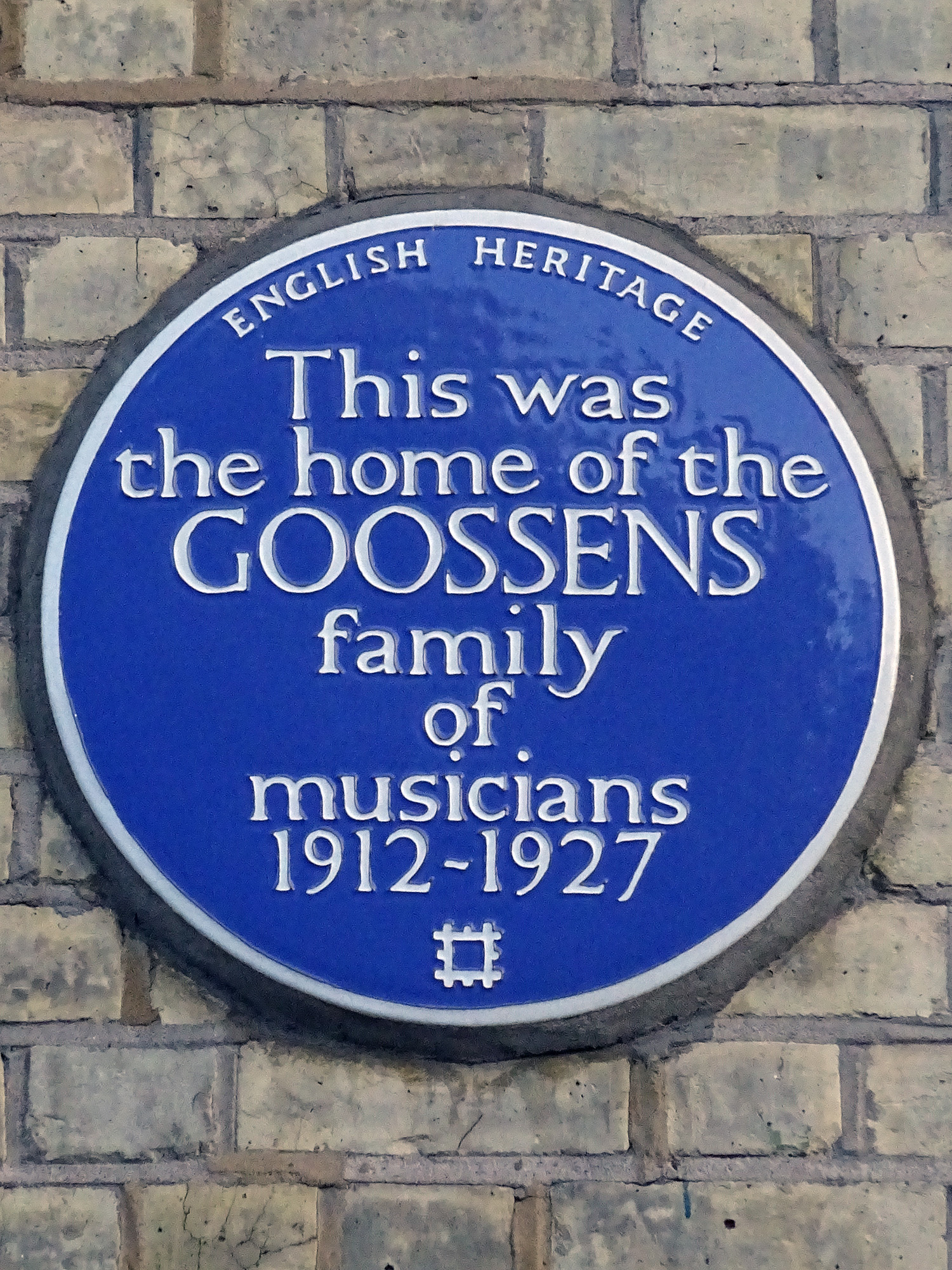
Targa della famiglia Goossens al n. 70 Edith Road, W14.

William Crathern, il compositore, era organista alla St Mary's Church di West Kensington, quando era ancora conosciuta come North End. Edward Elgar, anche lui compositore, visse al civico 51 di Avonmore Road, W14, tra il 1890 e il 1891. Il noto tenore italiano Giovanni Matteo De Candia e sua moglie, la cantante lirica Giulia Grisi, fecero di Fulham la loro casa, dal 1852 fino al 1900, in un incantevole maniero di campagna dove nacquero le loro figlie e il figlio, tra cui la scrittrice Cecilia Maria de Candia.
Eugène Goossens e sua moglie Annie Cook, una cantante della Carl Rosa Opera Company, si stabilirono a Fulham con la loro famiglia. Facevano parte di una dinastia musicale di discendenza belga. Il loro figlio maggiore era il direttore e compositore Sir Eugene Aynsley Goossens, poi Léon Jean Goossens (1897-1988), era un oboista britannico, le loro figlie erano le arpiste, Marie e Sidonie Goossens. La famiglia viveva al civico 70 di Edith Road, vicino a North End Road. Elvis Costello ha trascorso parte della sua giovinezza in questa zona, come ricorda nel suo libro di memorie.

### Riqualificazione

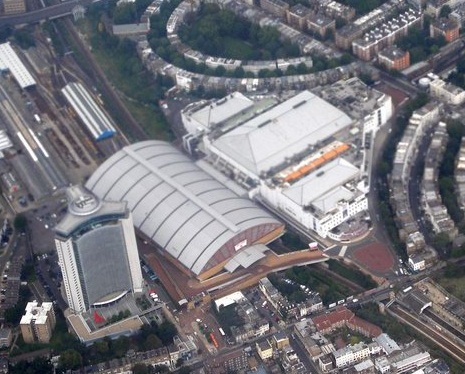
Veduta aerea di Earl's Court, 2008 LR Empress State Building, Earl's Court Two in H&F e Earl's Court One in RBKC

Con l'ascesa di Boris Johnson a sindaco di Londra, è stata avviata una controversa riqualificazione di un grattacielo di 80 acri sul confine orientale del quartiere con il Royal Borough di Kensington e Chelsea, che ha comportato lo smantellamento dei due centri espositivi di Earl's Court a RBKC e ad Hammersmith e Fulham e lo svuotamento e la demolizione di centinaia di proprietà commerciali, migliaia di unità abitative sia private che sociali e la demolizione di un raro esempio a Fulham di abitazioni medio-vittoriane, progettate da John Young (architetto), vicino a strutture classificate di grado I e II e a un certo numero di aree protette in entrambi i distretti. Ciò ha comportato anche la chiusura della storica stazione ferroviaria di Lillie Bridge, aperta nel 1872, e la dispersione delle sue operazioni da parte del TfL.

## Monumenti e luoghi d'interesse
- Fulham Palace
- Fulham Pottery
- Cimitero Margravine
- Bishops Park
- Chelsea Harbour
- Stamford Bridge (stadio)
- All Saints' Church
- Craven Cottage
- New King's Road
- Riverside Studios, ristrutturato
- South Park, Fulham

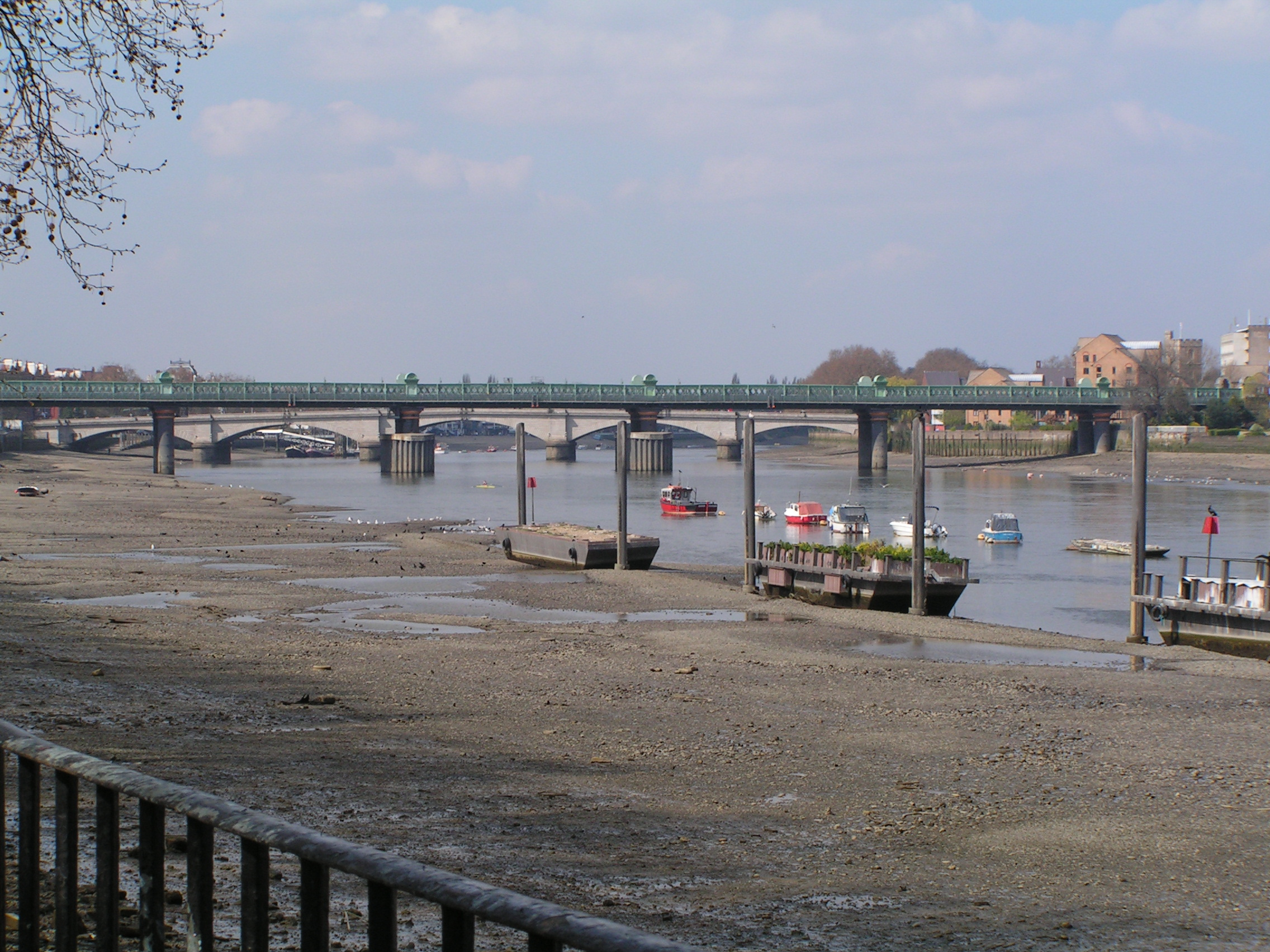
Fulham Railway Bridge con la bassa marea

- St Thomas of Canterbury Church, Fulham, l'unica chiesa completa di AW Pugin a Londra

## Politica

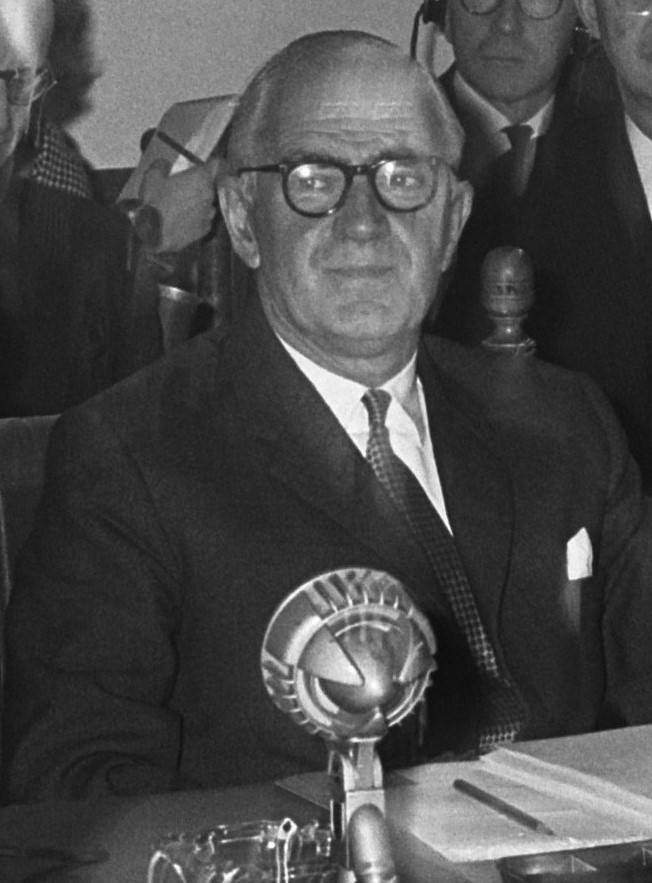
Michael Stewart, barone Stewart di Fulham

Fulham fa parte di due circoscrizioni: una è Hammersmith, delimitata dal lato nord di Lillie Road e rappresentata da Andy Slaughter del Partito Laburista, l'altra è quella di Chelsea e Fulham, la cui sede parlamentare è attualmente detenuta da Greg Hands, del partito dei conservatori. Fulham faceva precedentemente parte del collegio elettorale parlamentare di Hammersmith e Fulham che è stato sciolto nel 2010 per formare gli attuali seggi. Tuttavia, parti di Fulham continuano a ottenere punteggi elevati nell'indice Jarman, indicando scarsi risultati nell'ambito della salute, dovuti a fattori socio-economici avversi.
Fulham è stata in passato un solido territorio laburista. Michael Stewart, un tempo ministro degli esteri nel governo Wilson, ne fu primo Ministro per lungo tempo. Essendo stata teatro di due importanti elezioni parlamentari suppletive nel secolo XX, divenne parte politicamente significativa del Paese. Nel 1933, le elezioni suppletive di Fulham East divennero note come le "elezioni suppletive di pace". Le elezioni suppletive del 1986, dopo la morte del primo ministro conservatore Martin Stevens, portarono Nick Raynsford a una vittoria laburista con uno swing del 10%.
Con la "gentrificazione", gli elettori di Fulham hanno teso verso i conservatori sin dagli anni '80, quando l'area ha subito un enorme cambiamento demografico: le case a schiera che avevano ospitato famiglie della classe operaia impiegate nel commercio, nell'ingegneria e nell'industria che dominava la riva del fiume di Fulham, sono state gradualmente sostituite da giovani professionisti.
Nelle elezioni generali del 2005, Greg Hands vinse il seggio parlamentare di Hammersmith e Fulham per i conservatori, con il 45,4% dei voti contro il 35,2% dei laburisti, con uno swing del 7,3%. Nelle elezioni generali del 2010 venne rieletto, questa volta per la nuova circoscrizione di Chelsea e Fulham. Nelle elezioni generali del 2015 tornò con una maggiore quota di voti.
Hammersmith e Fulham è attualmente sotto il controllo del Partito Laburista. Alle elezioni locali del 2014, i laburisti vinsero 11 seggi dai conservatori, dando loro 26 consiglieri e il controllo del consiglio (che si dice fosse il "favorito" dell'allora primo ministro David Cameron) per la prima volta dal 2006.

## Sport, intrattenimento e stile di vita

### Sport

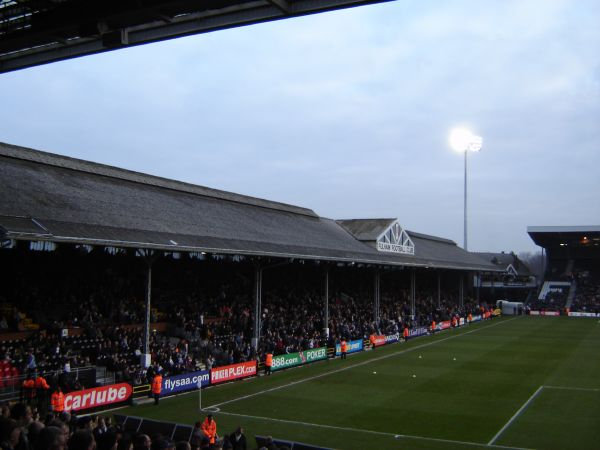
Lo stand di Johnny Haynes al Craven Cottage, sede del Fulham FC

Prima che l'area dello stadio Craven Cottage diventasse la sede del Fulham FC e lo stadio Stamford Bridge del Chelsea FC (e dei vari centri di intrattenimento costruiti al suo interno), era in uso il Lillie Bridge Grounds, luogo in cui nacque l'atletica amatoriale britannica ed ebbe luogo la prima boxe codificata secondo le regole della Marchesa di Queensberry. Tutto ciò venne realizzato grazie a John Graham Chambers che già dalla metà degli anni '60 dell'Ottocento ne fu il precursore.

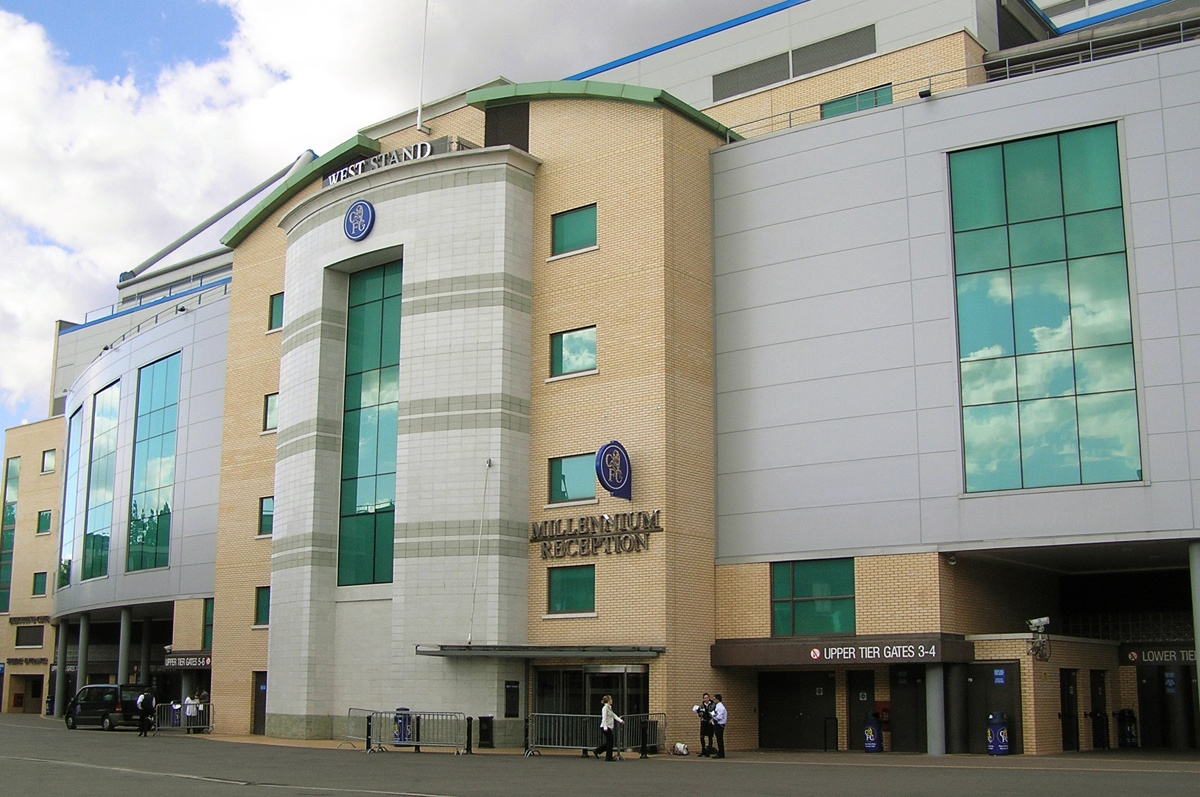
Stamford Bridge, sede del Chelsea FC

Famosi club sportivi esclusivi, il Queen's Club per il tennis e l'Hurlingham Club, si trovano a Fulham.
Nel caso di quest'ultimo, i membri hanno incluso monarchi britannici e la lista d'attesa per l'adesione è attualmente in media più di quindici anni. I campi da tennis pubblici si trovano all'entrata del Fulham Palace e anche a Eel Brook Common. I campi da tennis di Hurlingham Park sono usati come campi da netball e le reti da tennis vengono tolte, limitando così l'accesso ai campi da tennis. Hurlingham Park ospita il torneo annuale di Polo in the Park, che è recentemente divenuto una caratteristica della zona. Il club Hurlingham è la sede storica del polo nel Regno Unito e dell'organo di governo mondiale del polo.
Il rugby si gioca a Eel Brook Common e South Park. Normand Park in Lillie Road è l'ingresso alle piscine di Fulham, gestite da Virgin Active, e ai vicini campi da tennis. Fulham può vantare due collegamenti con il gioco "regale" del Real tennis. Ci sono i campi del Queen's Club e poi c'è stato un insuperabile progettista di campi da tennis reali, un certo Joseph Bickley (1835-1923), che visse in Lillie Road e che prese un brevetto per la sua miscela di gesso che resisteva alla condensa e all'umidità. All'abilità di Bickley si deve la sopravvivenza, tra gli altri, di campi al Palazzo di Hampton Court, a Jesmond Dene, a Troon nell'Ayrshire e al locale Queen's.
Fulham ha cinque club di bocce attivi: The Bishops Park Bowls club, The Hurlingham Park Bowls Club, Normand Park Bowls Club, The Parson's Green Bowls club e The Winnington in Bishops Park.

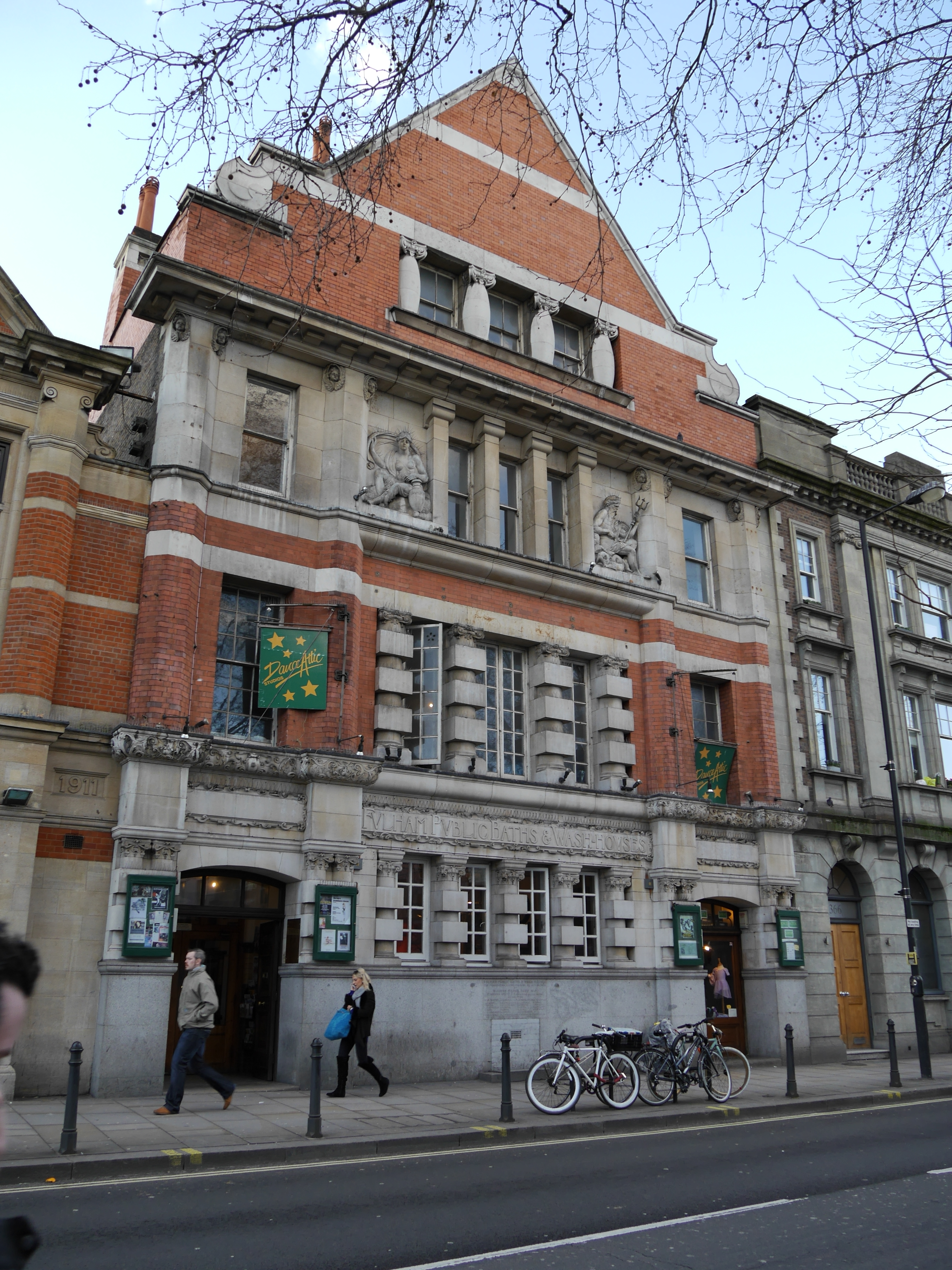
Fulham Baths

### Divertimento
Le più considerevoli destinazioni di intrattenimento (e di sport) a Fulham, dopo la chiusura del Lillie Bridge Grounds nel 1888, sono state l'Empress Hall da 6 000 posti, costruito nel 1894 dietro incitamento dell'impresario internazionale Imre Kiralfy - la scena dei suoi show spettacolari, poi degli eventi sportivi e dei famosi show sul ghiaccio - e, più tardi, Earl's Court II, parte dell'Earl's Court Exhibition Centre nel vicino Royal Borough di Kensington e Chelsea. Il primo ha chiuso nel 1959, sostituito da un blocco di uffici, l'Empress State Building. Il secondo, inaugurato dalla principessa Diana, è durato poco più di 20 anni, fino al 2014. Insieme al gradevole edificio medio-vittoriano Empress Place, che un tempo era l'accesso al centro espositivo, è destinato alla riqualificazione dei grattacieli, ma l'uso non è ancora stato confermato.
Nessuna traccia è rimasta oggi di uno dei due teatri di Fulham, entrambi aperti nel 1897. Il 'Grand Theatre' si trovava sulla strada per Putney Bridge e fu progettato dal prolifico WGR Sprague, autore di luoghi come il Wyndham's Theatre e l'Aldwych Theatre nel West End di Londra. Ha lasciato il posto a blocchi di uffici alla fine degli anni '50. Il 'Granville Theatre', fondato da Dan Leno, su progetto di Frank Matcham, una volta abbellì un triangolo di terra a Walham Green. Una volta passata l'era del Music Hall, servì come studio cinematografico e televisivo, ma fu infine demolito nel 1971. Anch'esso è stato sostituito da un blocco di uffici a Fulham Broadway.
Se le sedi tradizionali o del patrimonio sono state spazzate via - apparentemente durante le amministrazioni conservatrici, in generale - le arti dello spettacolo continuano a vivere a Fulham, come la nota Fulham Symphony Orchestra e il successo della Fulham Opera.  La chiesa parrocchiale di St John, in cima a North End Road, ospita concerti corali e strumentali, così come altre chiese della zona.
C'è un complesso cinematografico che è parte del Fulham Broadway Centre. Il Fulham Town Hall, costruito nel 1888 nel rinascimento classico, è ora usato (in particolare la sua Grand Hall) come luogo popolare per concerti e balli. Dietro Fulham Broadway, il cuore del villaggio originale di Walham Green ha subito una pedonalizzazione, compreso il posto una volta occupato dal verde del villaggio e il suo stagno accanto alla chiesa parrocchiale di St. John, e delimitato da una serie di caffè, bar e una scuola di danza nei vecchi Fulham Public Baths. Il più grande supermercato di Fulham si trova sul sito di un cinema, poi convertito nell'iconico negozio di jeans "Dicky Dirts" con il suo pavimento inclinato, in cima al mercato di North End Road. Ciò ha dato inizio a una nuova tendenza nel modo di vendita al dettaglio.

### Gin, birrerie e pub

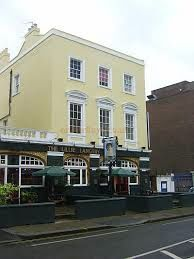
Lillie Langtry pub (precedentemente "The Lillie Arms"), 1835

La fabbrica di birra più illustre di Fulham era la Swan Brewery, Walham Green, risalente al secolo XVII. Tra i suoi patroni c'erano re e altri reali. Fu seguita dalla North End Brewery nel 1832, Cannons di nuovo a North End nel 1867 e infine, a causa del movimento della temperanza, la birreria alcol-free Kops Brewery, fondata nel 1890 a Sands End. Nel 1917 la Kops Brewery chiuse e fu convertita in una fabbrica di margarina.
La distillazione del gin arrivò nei resti della North End Brewery in Seagrave Road, dopo un breve periodo di servizio come fabbrica di legname negli anni 1870, e durò per quasi un secolo. I locali furono rilevati dai distillatori Vickers che, allo scoppio della prima guerra mondiale, vendettero a Burnett's, produttori di White Satin Gin, fino all'acquisizione negli anni '70 da parte di un'azienda di liquori del Kentucky. Nessuno dei birrifici è rimasto.
Con la sua lunga storia di produzione di birra, Fulham ha ancora un certo numero di pub e gastropub. La taverna più antica è il Lillie Langtry in Lillie Road (originariamente Lillie Arms), prende il nome dal suo primo proprietario, Sir John Scott Lillie, che lo costruì nel 1835 come parte del complesso "North End Brewery", gestito dal 1832 al 1833 da Miss Goslin. All'inizio era destinato a servire i lavoratori e le chiatte del canale di Kensington. Più tardi, fu l'abbeveratoio dei nuovi costruttori di ferrovie, del personale delle compagnie di motori e omnibus e, più tardi, dei visitatori della mostra di Earl's Court e del Chelsea F.C. Dei tre popolari pub limitrofi acquisiti dagli sviluppatori durante il 2014-15, l'Imperial Arms e il Prince of Wales sono stati costretti a chiudere; solo l'Atlas, ricostruito dopo i danni delle bombe della seconda guerra mondiale, è stato recuperato.
Il White Horse a Parsons Green è colloquialmente conosciuto da molti come lo "Sloaney Pony", un riferimento agli "Sloane Rangers" che lo frequentano. I pub che sono edifici di interesse storico culturale di Grade II  includono il Duke on the Green e Aragon House entrambi di fronte a Parsons Green, il Cock in North End Road e il Temperance in Fulham High Street. Altri pub includono il Durrell in Fulham Road, l'Harwood Arms in Walham Grove, elencato localmente e dalla Guida Michelin e il Mitre in Bishops Road.

### Spazi all'aperto

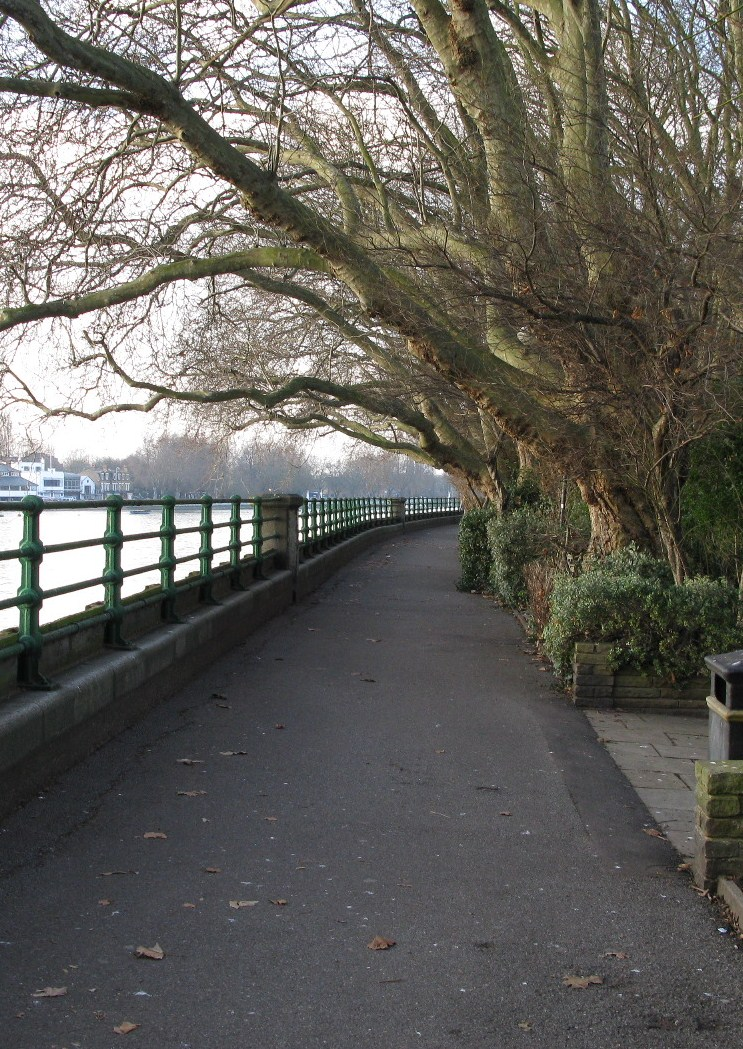
Bishop's Park

Fulham ha diversi parchi, cimiteri e spazi aperti, tra i quali Bishop's Park, Fulham Palace Gardens, Hurlingham Park, South Park, Eel Brook Common e Parsons Green sono i più grandi.
Tra gli altri spazi ci sono il Normand Park, vestigia di un giardino di un convento con un campo da bocce, il Lillie Road Recreation Ground con la sua palestra e il Brompton Park a Seagrave Road. La passeggiata lungo il fiume Tamigi nel Bishop's Park è interrotta dal campo da calcio del Fulham, ma riprende dopo gli appartamenti vicini e continua fino al pub Crabtree in poi, oltre il Riverside Cafe in direzione dell'Hammersmith Bridge, offrendo vedute del fiume e scene rurali sulla sponda opposta. Fa parte del Thames Path.

## Eredità

### Architettonica

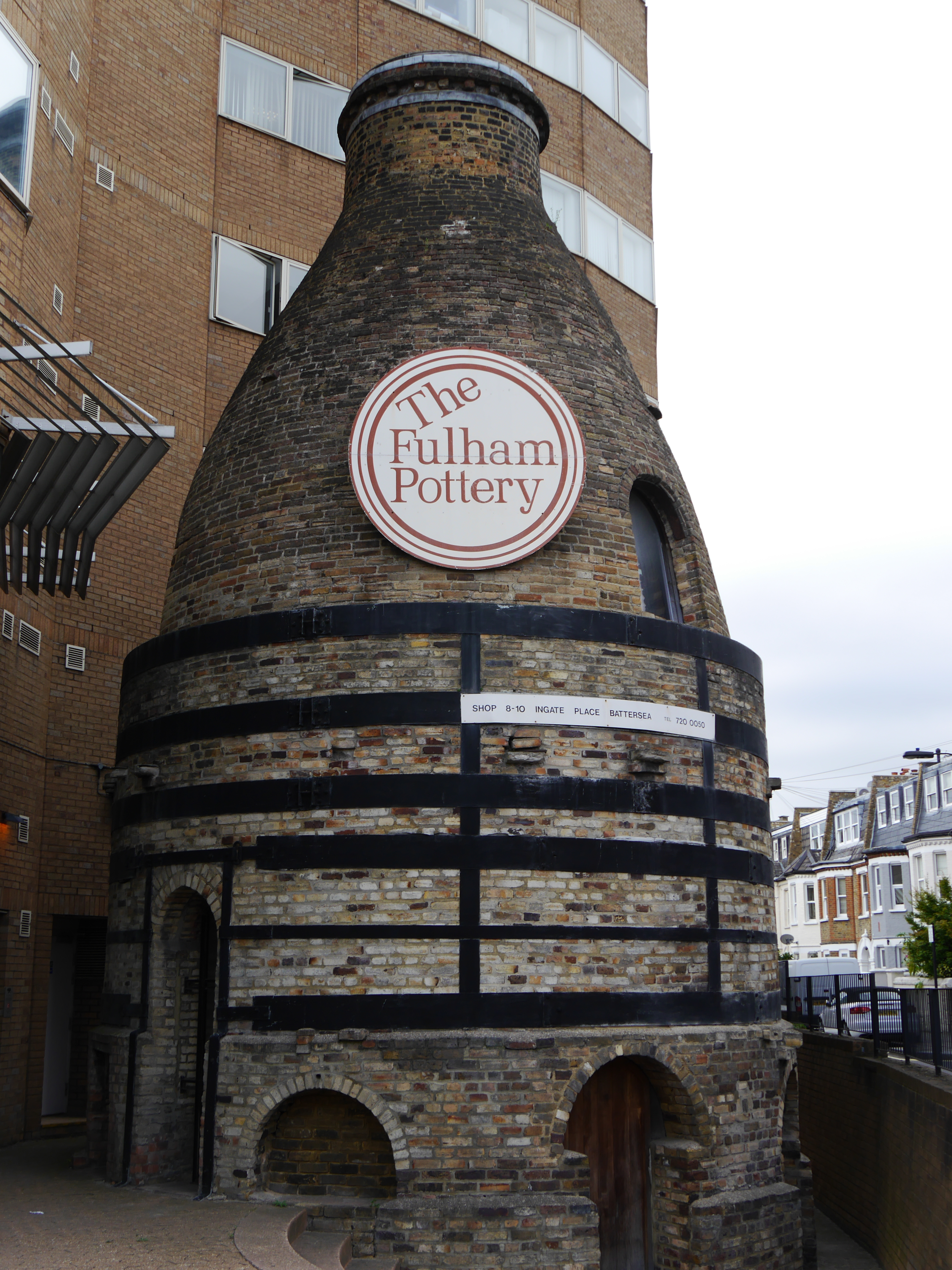
Fulham Pottery

Il passato rurale della parrocchia di Fulham significava che le sue case in grande stile e i suoi edifici in stile locale e industriale, al contrario, non così magnifici, erano raggruppati nel villaggio di Walham Green, lungo il Tamigi o sparsi tra i campi della frazione di North End. Molte strutture storiche caddero preda dell'industrializzazione, dei bombardamenti del periodo della guerra o della corsa alla demolizione e alla riqualificazione. Non ci sono più la 'Grange' di Burne-Jones a W14 e la villa e il parco 'Hermitage' di Foote, così come la Cannon Brewery di Lovibond a SW6.
Tuttavia, l'antica tenuta di Fulham Palace, sede dei vescovi di Londra, rimane il bene più importante con le sue caratteristiche medievali e Tudor, i resti dei terreni, ora divisi tra orti pubblici e un parco con un orto e il fossato parzialmente scavato più lungo d'Inghilterra. Parte degli edifici sono classificati come Grade I, mentre altri Grade II*. Church Gate è l'accesso alla chiesa di All Saints, con la sua torre dei secoli XIV-XV e le tombe del secolo XVIII nel cimitero. Il Roman Catholic Relief Act del 1791 portò ad una graduale reintroduzione del culto cattolico nella parrocchia, ma solo nel 1847 fu posta la prima pietra di una chiesa. Questa era la chiesa di San Tommaso di Canterbury, Fulham, con il suo presbiterio, il cimitero e la scuola, vicino a Crown Lane, progettata in stile Gotico Revival da Augustus Pugin. È la sua unica chiesa completa con edifici associati a Londra ed è classificata come Grade II*.
Ci sono un certo numero di altre strutture statutariamente e localmente elencate sparse per Fulham. Degno di nota è l'ultimo forno conico rimasto della Fulham Pottery. Broomhouse Lane ha un certo numero di strutture interessanti, che vanno dal pontile di Broomhouse, di origine medievale, ai cottage del secolo XVIII (Sycamore e Ivy) e al Castle Club in stile revival gotico. Il Vineyard in Hurlingham Road è di origine del secolo XVII con aggiunte successive del secolo XIX, come gli edifici stabili. L'Hurlingham Club e i terreni sono di origine secolo XVIII e classificati di Grade II*. La tortuosa North End Road ha diversi edifici degni di nota, in particolare 'Crowthers' al n. 282, costruito nel 1712 con il suo cancello-porta del secolo XVIII e il pub modernista (1938) Seven Stars public house, ora convertito in appartamenti.
La New King's Road contiene diverse residenze del secolo XVIII e dell'inizio del XIX, in particolare Northumberland House, Claybrook House, Jasmine House, Belgrave House e Aragon House, tutte classificate di grado II.

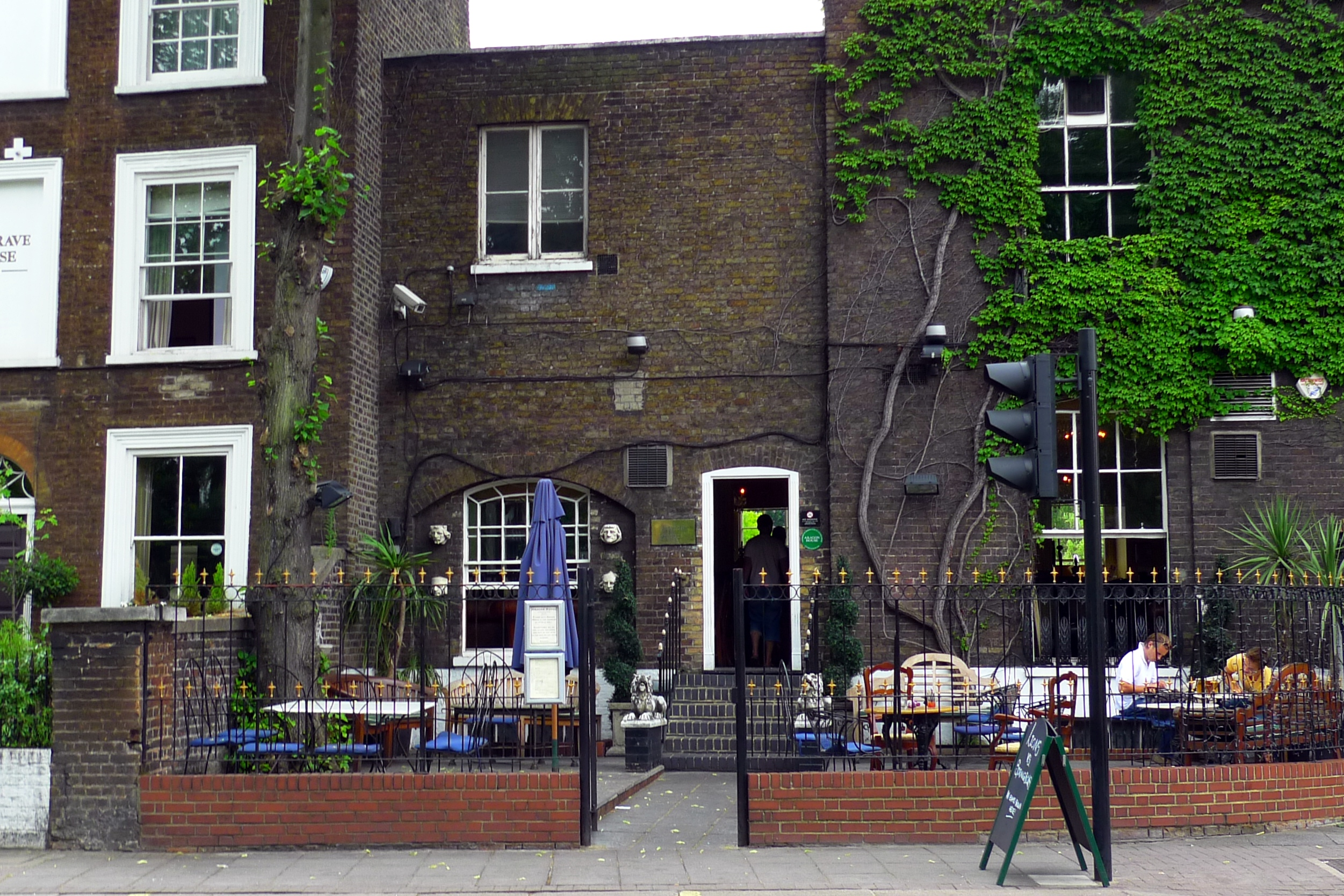
Aragon House, Parsons Green, SW6

Gran parte del patrimonio di Fulham attesta il suo vigoroso sviluppo industriale e urbano del secolo XIX, la maggior parte di esso 'low-rise', e che beneficiava dei campi di mattoni che abbondavano localmente a quel tempo. Una vestigia non elencata della prima era industriale è ciò che rimane del ponte sul canale di Gunter del 1826, ancora visibile dal binario 4 della stazione di West Brompton.

### Fulham nella musica e nei film popolari

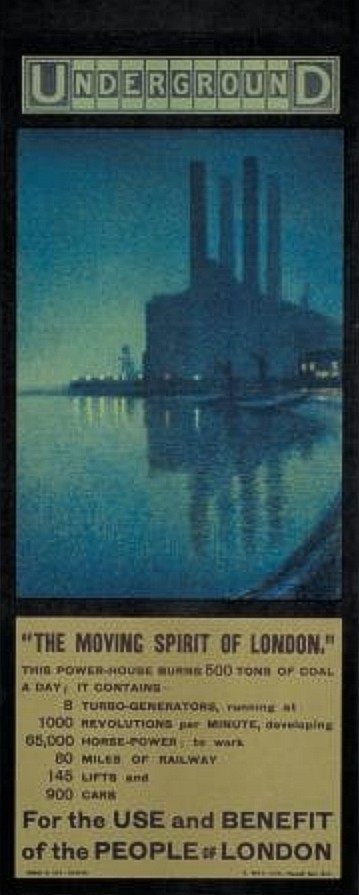
Thomas Robert Way00

Fulham ha diversi riferimenti nei testi delle canzoni:
- L'album, Passion Play, della band progressive rock Jethro Tull, contiene: C'era una corsa lungo la Fulham Road / C'era un silenzio nella Passion Play.
- London's Brilliant Parade di Elvis Costello, recita: Dai cancelli di St. Mary's / C'erano cavalli a Olympia / E un filobus a Fulham Broadway.
- What A Waste di Ian Dury and the Blockheads, contiene le battute: potrei essere uno scrittore con una reputazione in crescita / potrei essere un bigliettaio alla Fulham Broadway Station.
- Kiss Me Deadly del gruppo punk rock degli anni '70 di Billy Idol, Generation X, dipinge un'immagine cruda della violenza di strada casuale nella Fulham degli anni '70. La canzone contiene il ritornello: Divertirsi, a South West Six, così come anche: Scorrazzare per Fulham Road / Fare affari con Mr Cool. La canzone fa anche riferimento a The Greyhound Pub, da allora chiuso, in Fulham Palace Road, e alla metropolitana sotto Hammersmith Broadway.
- Ejector Seat Reservation della band di rock alternativo Swervedriver, dice: E non dirmi il punteggio del Fulham.
- Pretty Things dei Take That ha la frase: Alla Fulham Broadway Station, li vedo ogni giorno, nell'album Progress del 2010.
- L'artista hip-hop di West London Example, ha pubblicato una canzone comica, You Can't Rap, con la frase del ritornello: Non puoi rappare, amico mio / Sei bianco e vieni da Fulham / Per favore metti giù il microfono. / Non c'è possibilità che tu possa ingannarli.

Fulham è apparsa in film come Il Presagio e La stanza a forma di L. La stazione della metropolitana di Fulham Broadway è stata utilizzata in Sliding Doors.
Esther Rantzen, presentatrice del programma televisivo di lunga data della BBC One, That's Life! ha frequentemente utilizzato il mercato del North End per valutare l'opinione pubblica (vox pop).

### Formazione scolastica
Fulham ospita diverse scuole, comprese le scuole pre-preparatorie e preparatorie private. Gli istituti secondari famosi di Fulham sono la Fulham Cross Girls School, la London Oratory School, la Lady Margaret School e la Fulham Cross Academy.  C'è anche la Kensington Preparatory School, che nel 1997 si è trasferita da Kensington in un ex convento, vicino alla Fulham Library. Per soddisfare la numerosa popolazione francofona della zona, una scuola elementare di lingua francese, "Marie d'Orliac", è stata aperta nell'ex scuola Peterborough classificata di II grado, vicino alla stazione della metropolitana di Parsons Green. È una scuola associata il Lycée Français Charles de Gaulle a South Kensington .

## Trasporti
Un primo resoconto di Fulham, dal punto di vista di un pedone, è fornito da Thomas Crofton Croker nel suo diario, pubblicato nel 1860.

### Ferrovie

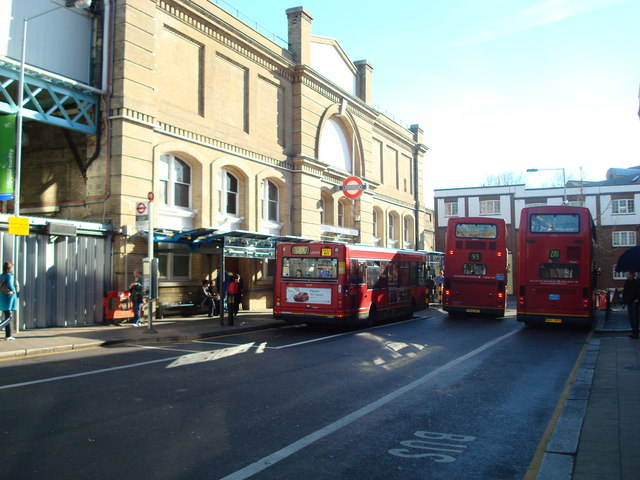
Ingresso della stazione della metropolitana di Putney Bridge

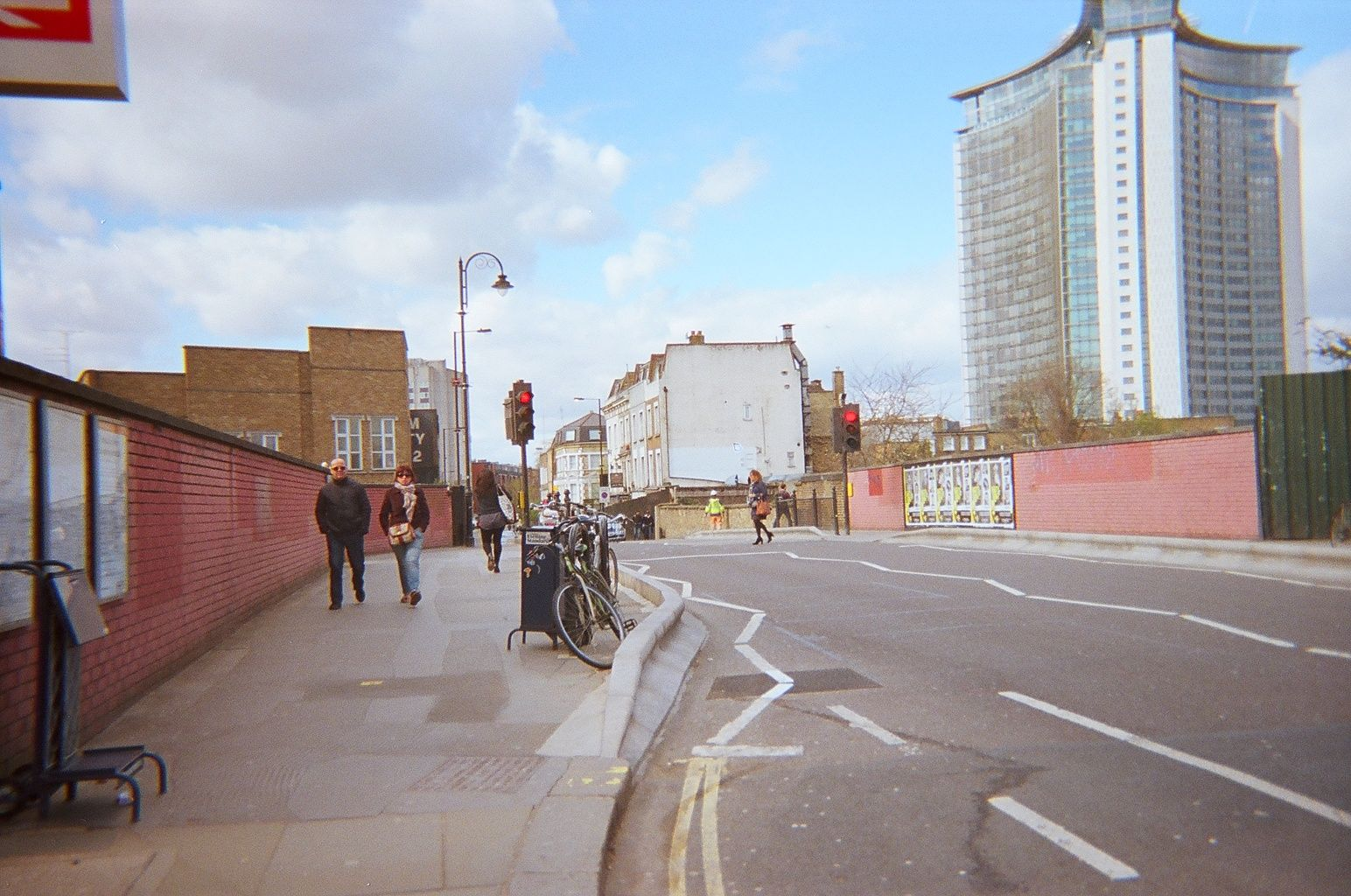
Dalla stazione di West Brompton, guardando il Lillie Bridge fino a Fulham, 2015

Fulham si annida in un'ansa del Tamigi al di là del fiume da Barnes e Putney. Si trova a cavallo delle diramazioni di Wimbledon e Richmond / Ealing Broadway della linea District della metropolitana - Le stazioni della metropolitana di Fulham sono Putney Bridge, Parsons Green, Fulham Broadway (originariamente chiamata Walham Green), West Kensington (originariamente Fulham - North End ) e Baron's Court.
La London Overground West London Line ferma a West Brompton, appena all'interno del confine del distretto di Fulham, e a Imperial Wharf a Fulham, Sands End. Fino al 1940 c'era una stazione ferroviaria di Chelsea e Fulham su questa linea, vicino allo stadio Stamford Bridge a Fulham Road, ma fu chiusa a seguito dei danni causati dai bombardamenti della seconda guerra mondiale.

### Strade principali
Le principali strade urbane, o strade statali, che attraversano l'area sono: Talgarth Road - la A4, Fulham Palace Road - la strada A218, Fulham Road - la strada A219, New King's Road - la strada A308, Wandsworth Bridge Road - la strada A217, Dawes Road - la strada A3219, Lillie Road - la strada A3218.

### Attraversamenti fluviali
In strada:
- Wandsworth Bridge
- Putney Bridge

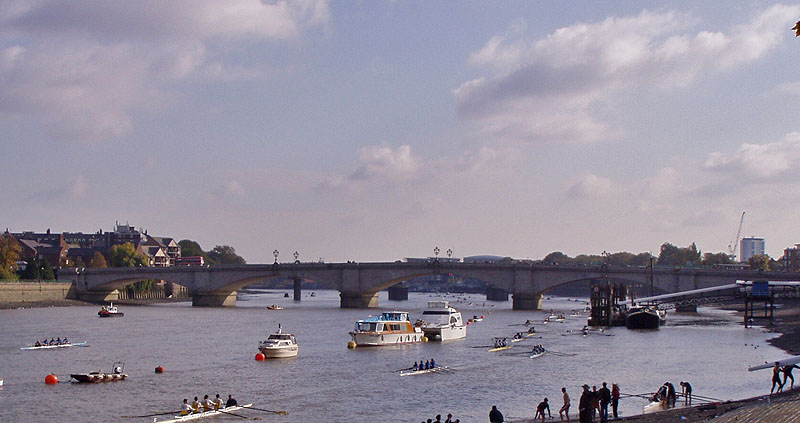
Putney Bridge con Fulham a sinistra

- Lillie Bridge, un tempo attraversamento dell'affluente del Tamigi, ora su due linee ferroviarie.
- Counter's Bridge a Olympia, sulla West London Line nel litorale del Counter's creek.

In treno:
- Cremorne Bridge
- Fulham Railway Bridge

## Galleria d'immagini

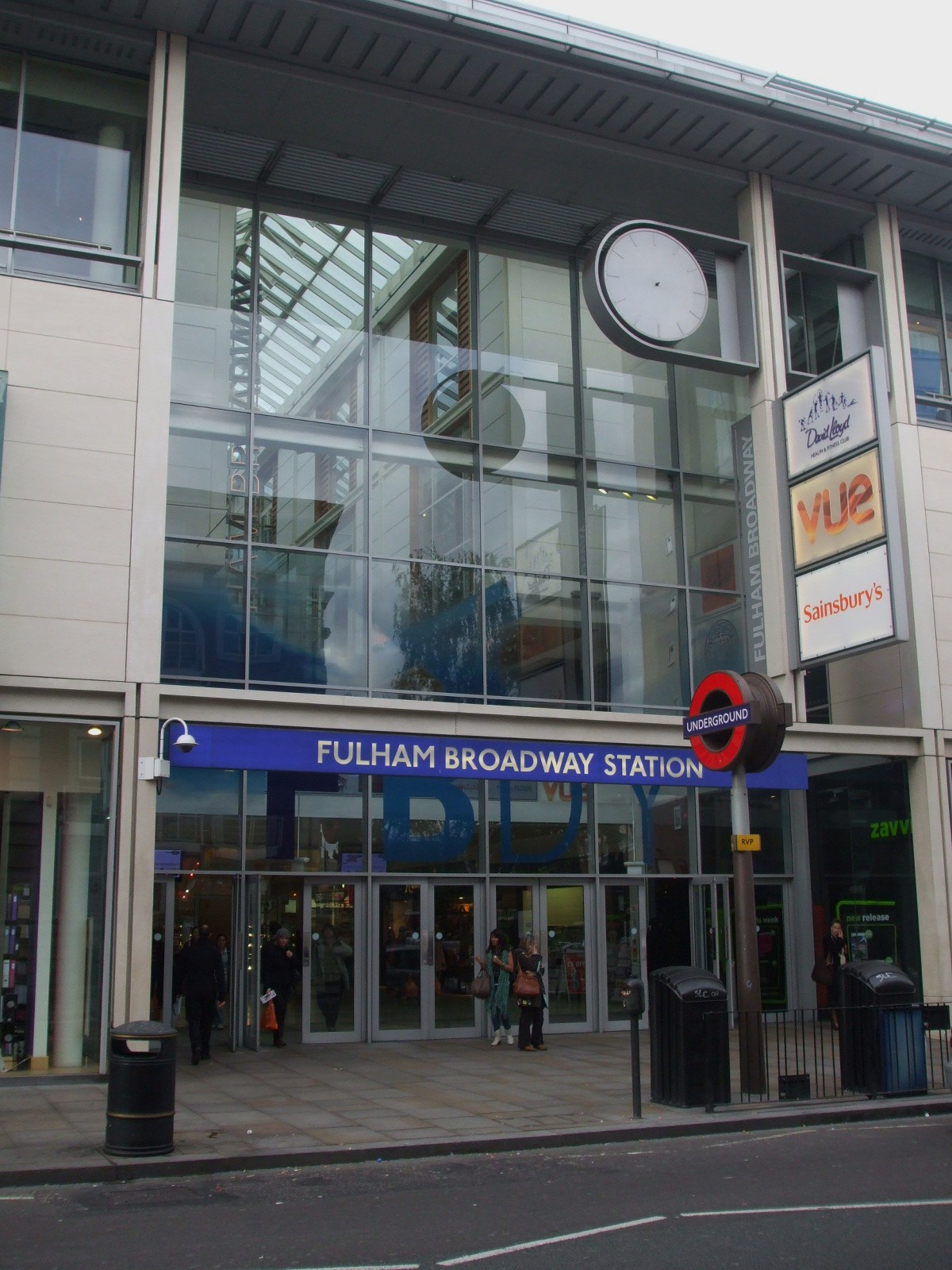
Ingresso della stazione di Fulham Broadway
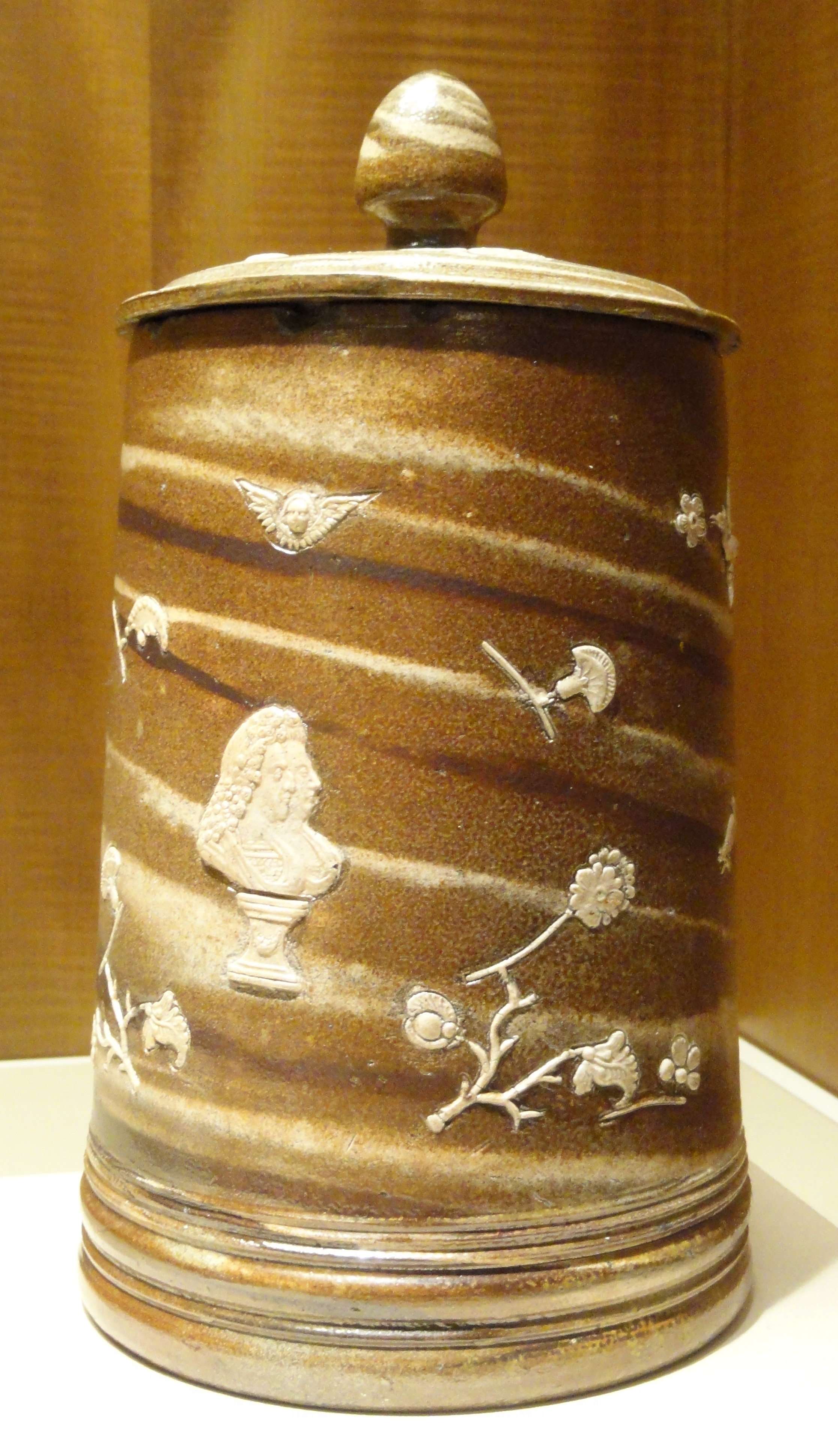
Boccale con coperchio, realizzato dalla Fulham Pottery, c. 1685-1690
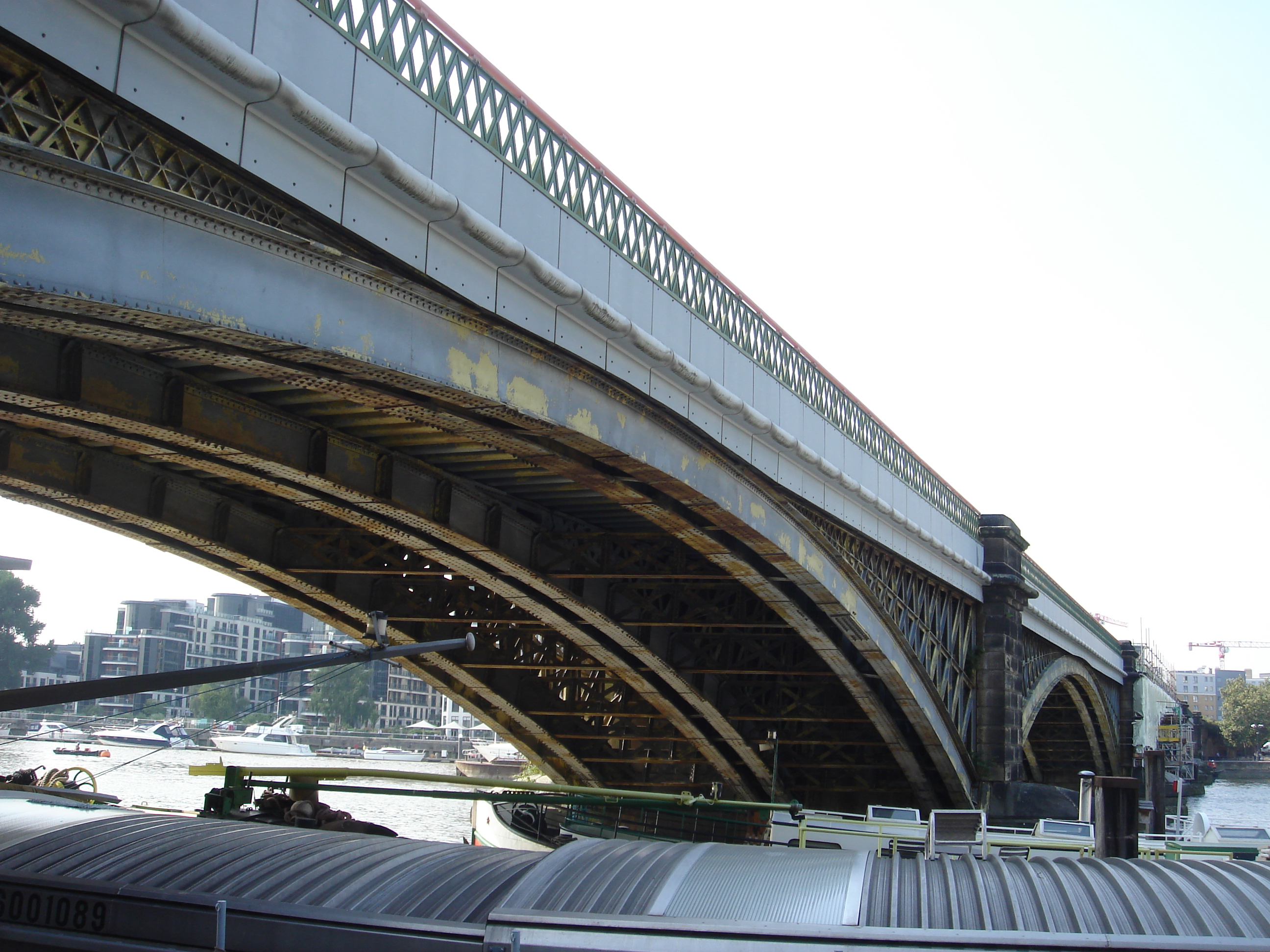
Cremorne Bridge, West London Extension Railway Bridge, verso Fulham
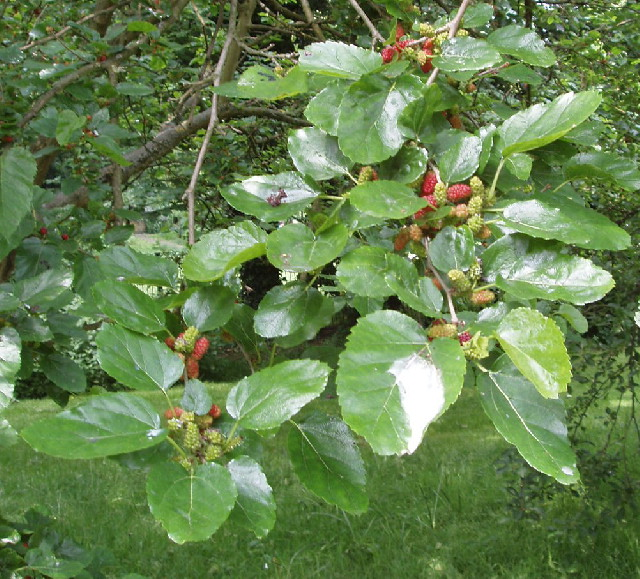
Gelsi al Fulham Palace
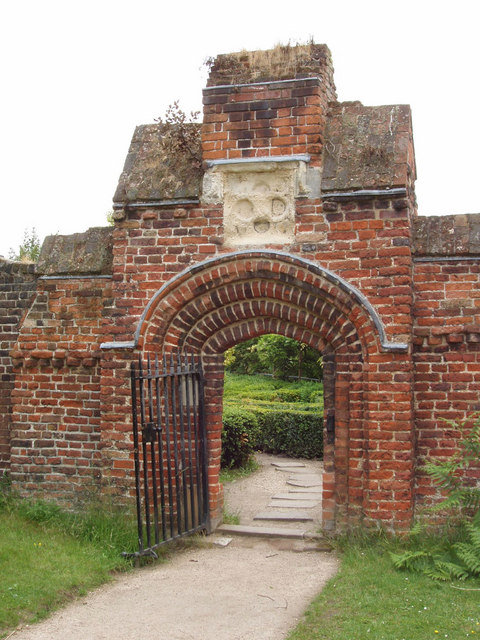
Ingresso Tudor all'orto di Fulham Palace
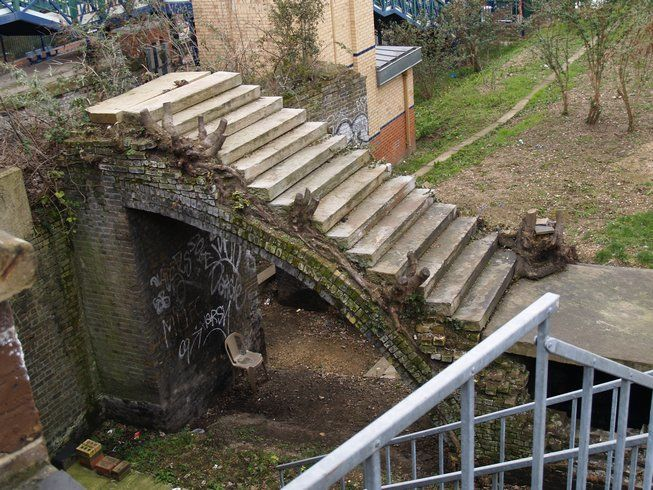
vestigia del 1826 ponte sul canale da Lillie Bridge, Fulham
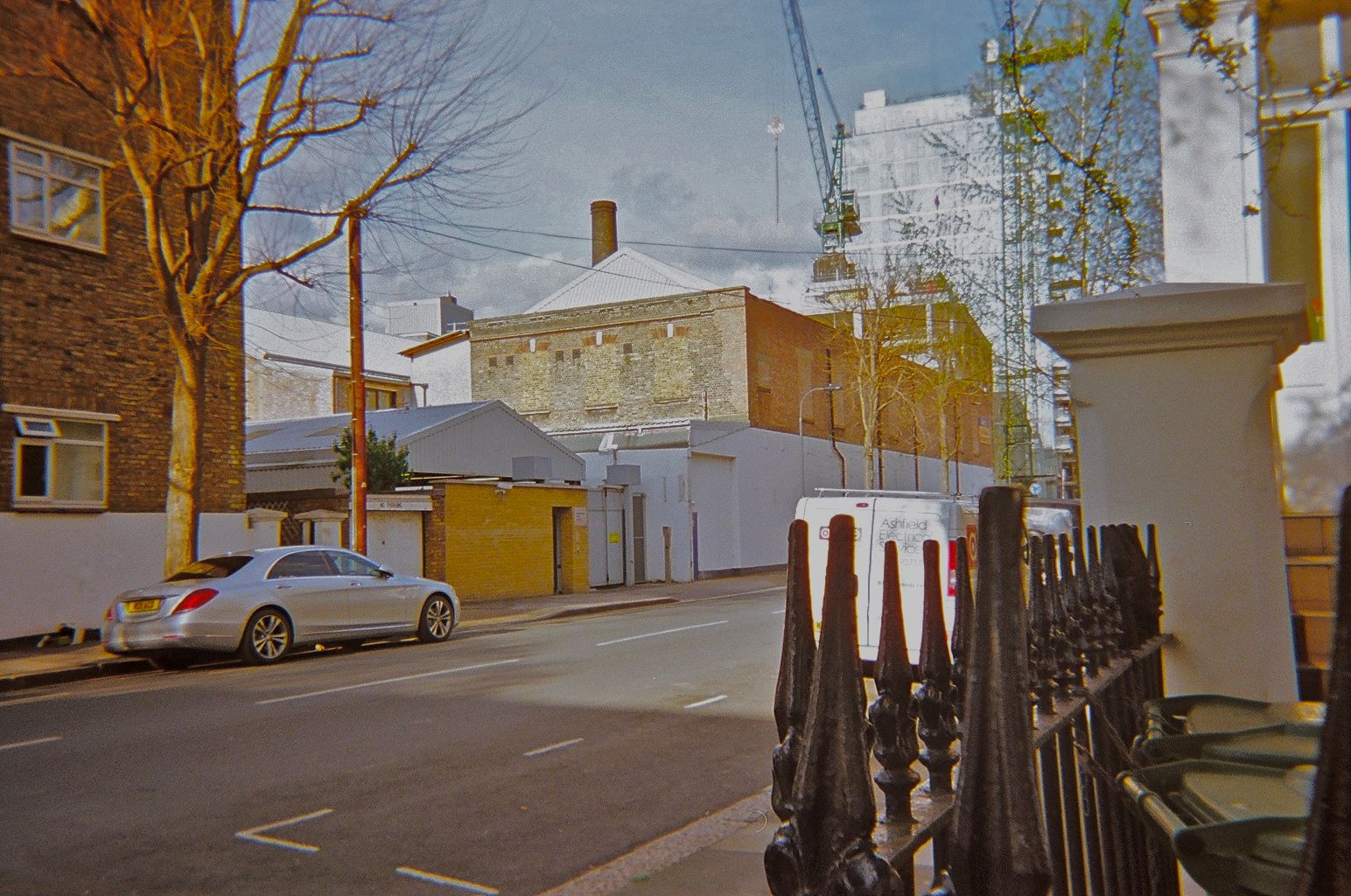
Laboratorio di falegnameria del 1870 di Corbett & McClymont a Seagrave Road, Fulham
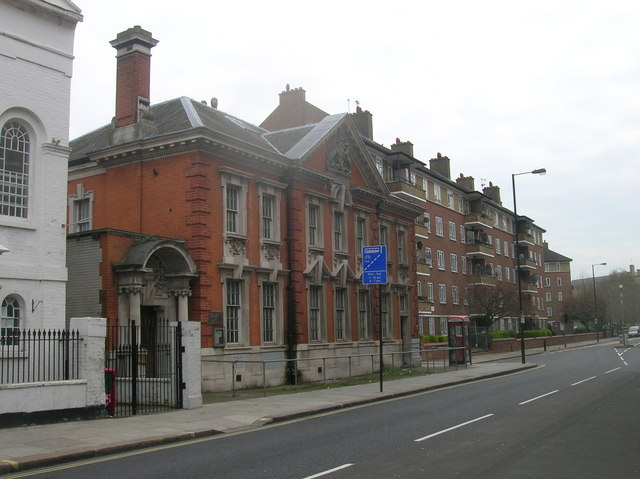
Ex tribunale della contea di Fulham in North End Road
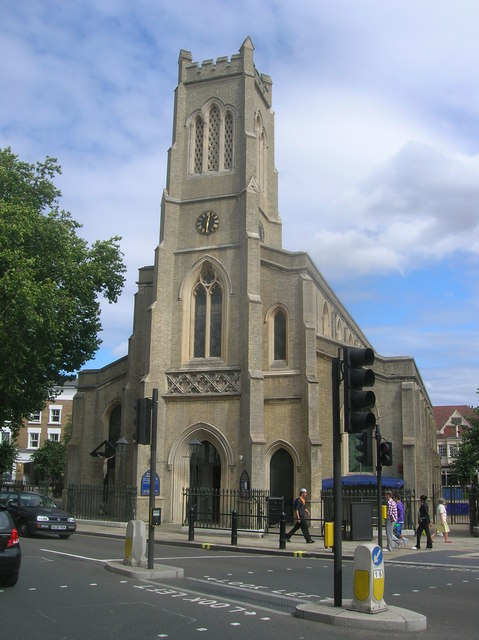
Chiesa parrocchiale di San Giovanni, Fulham
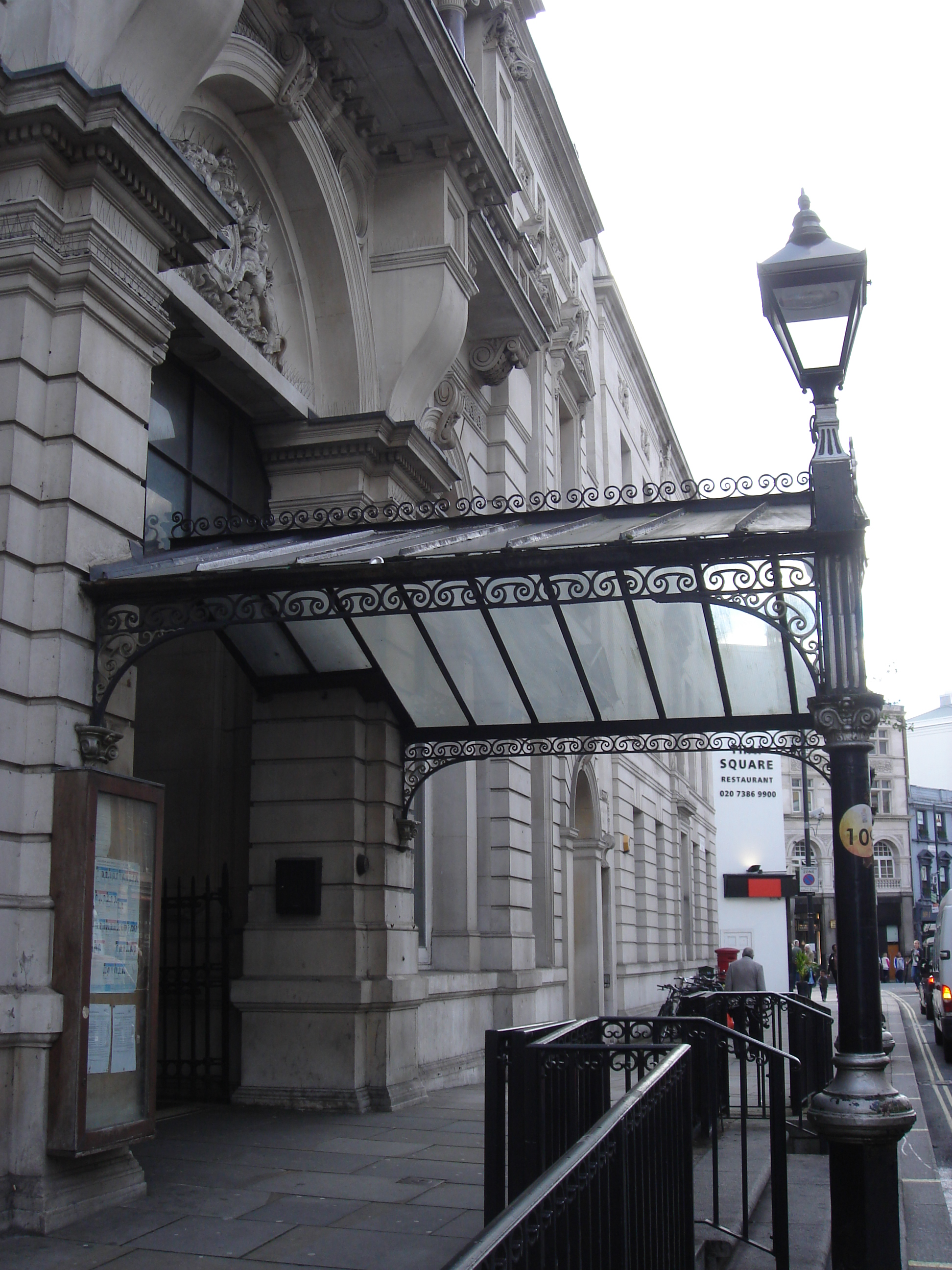
Fulham Town Hall ingresso in Fulham Road
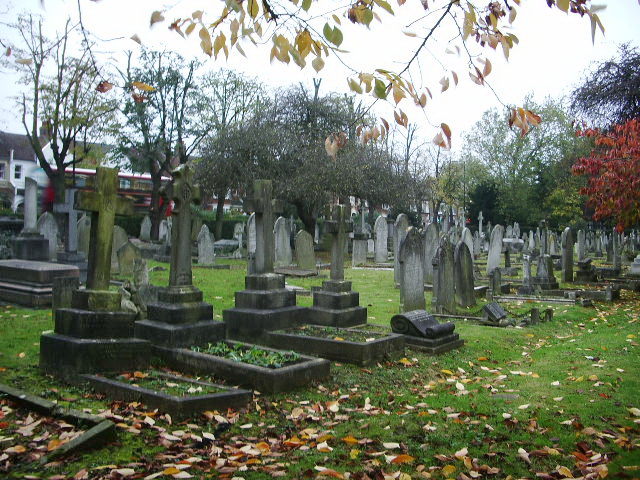
Cimitero di Fulham in Fulham Palace Road
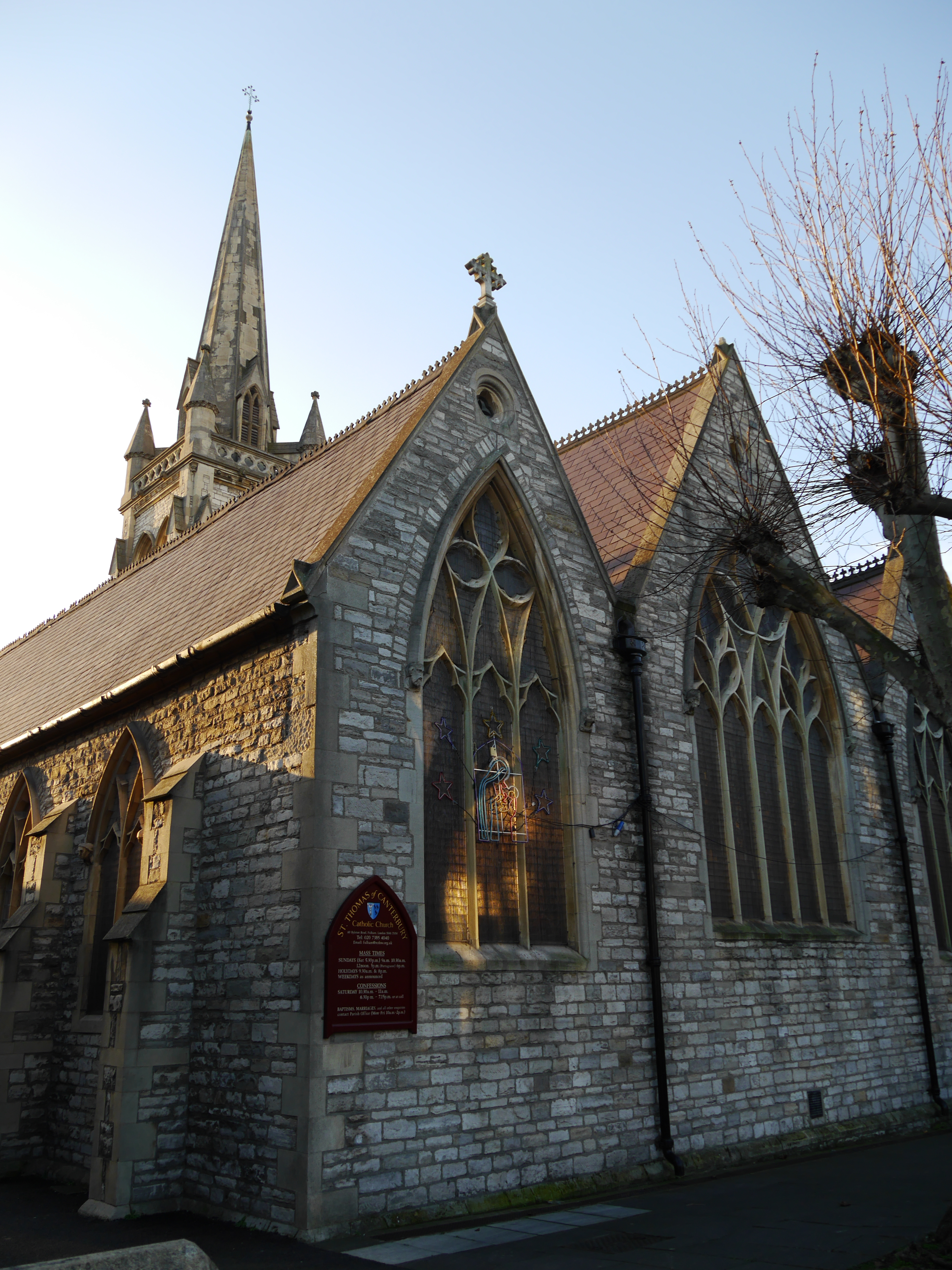
Church St Thomas RC in Rylston Road, Fulham
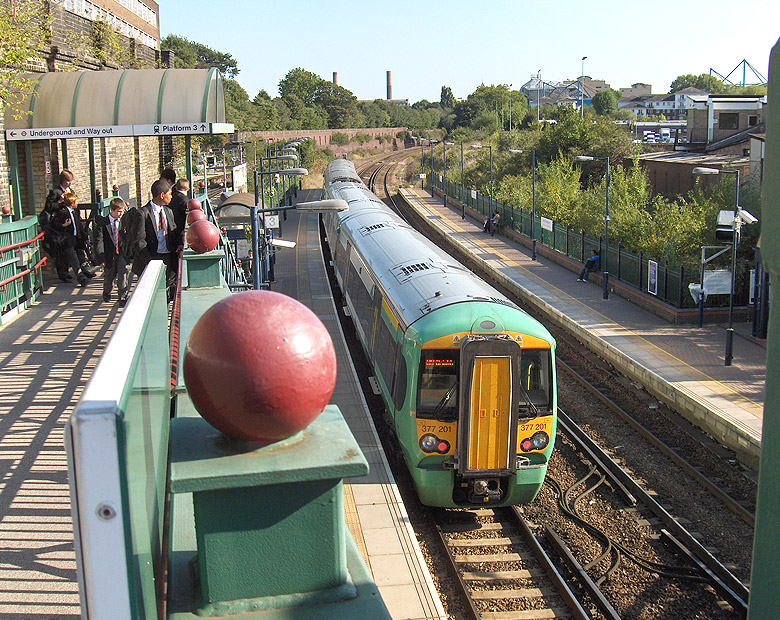
London Overground a West Brompton nel Fulham
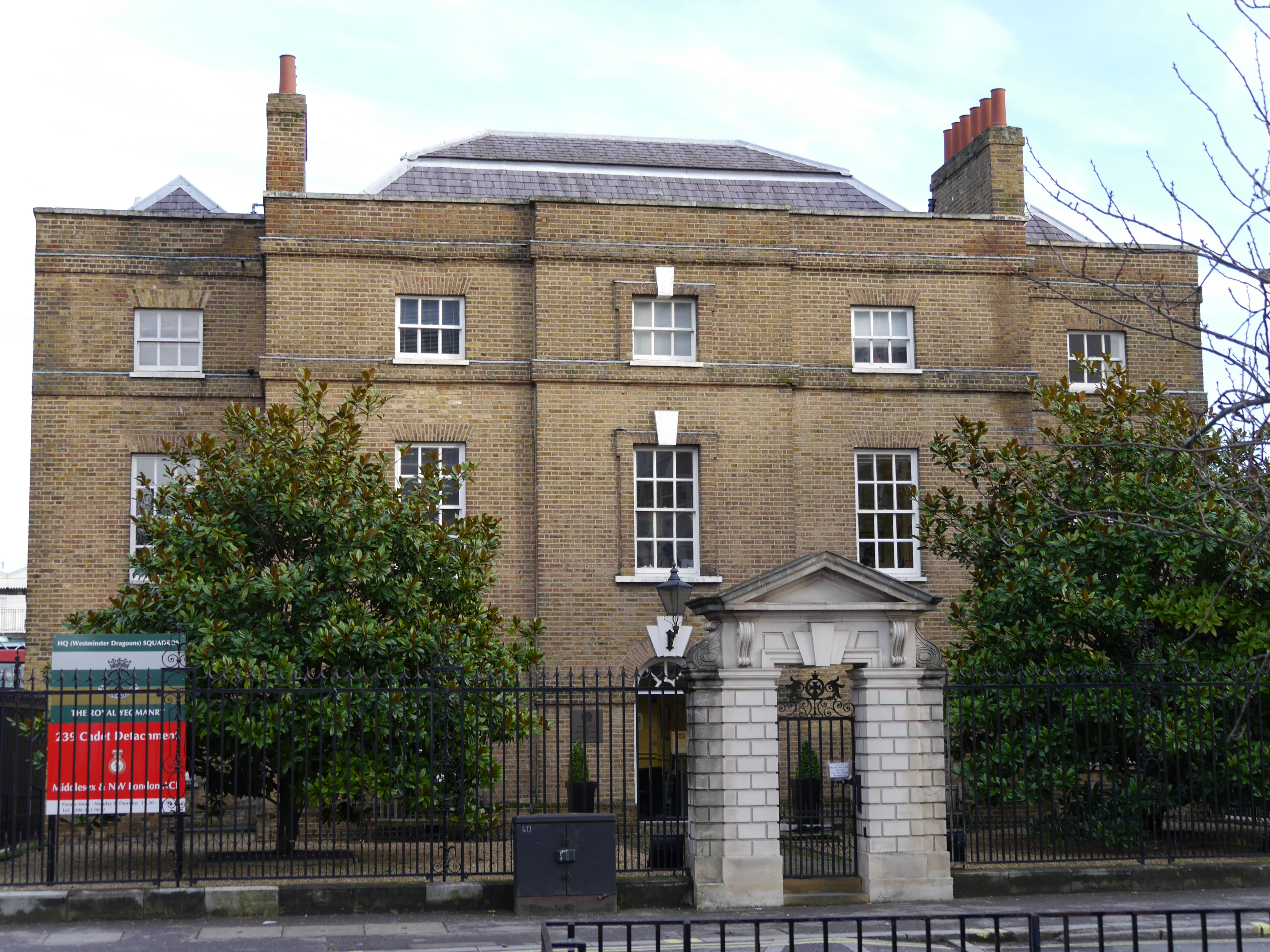
Fulham House a Fulham High Street
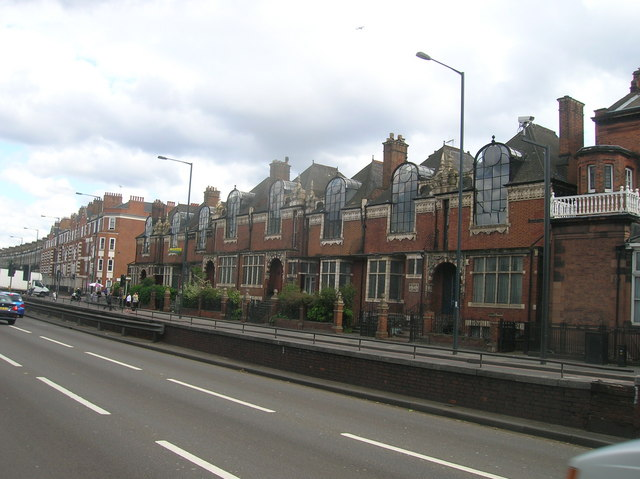
St Paul's Studios, Talgarth Road
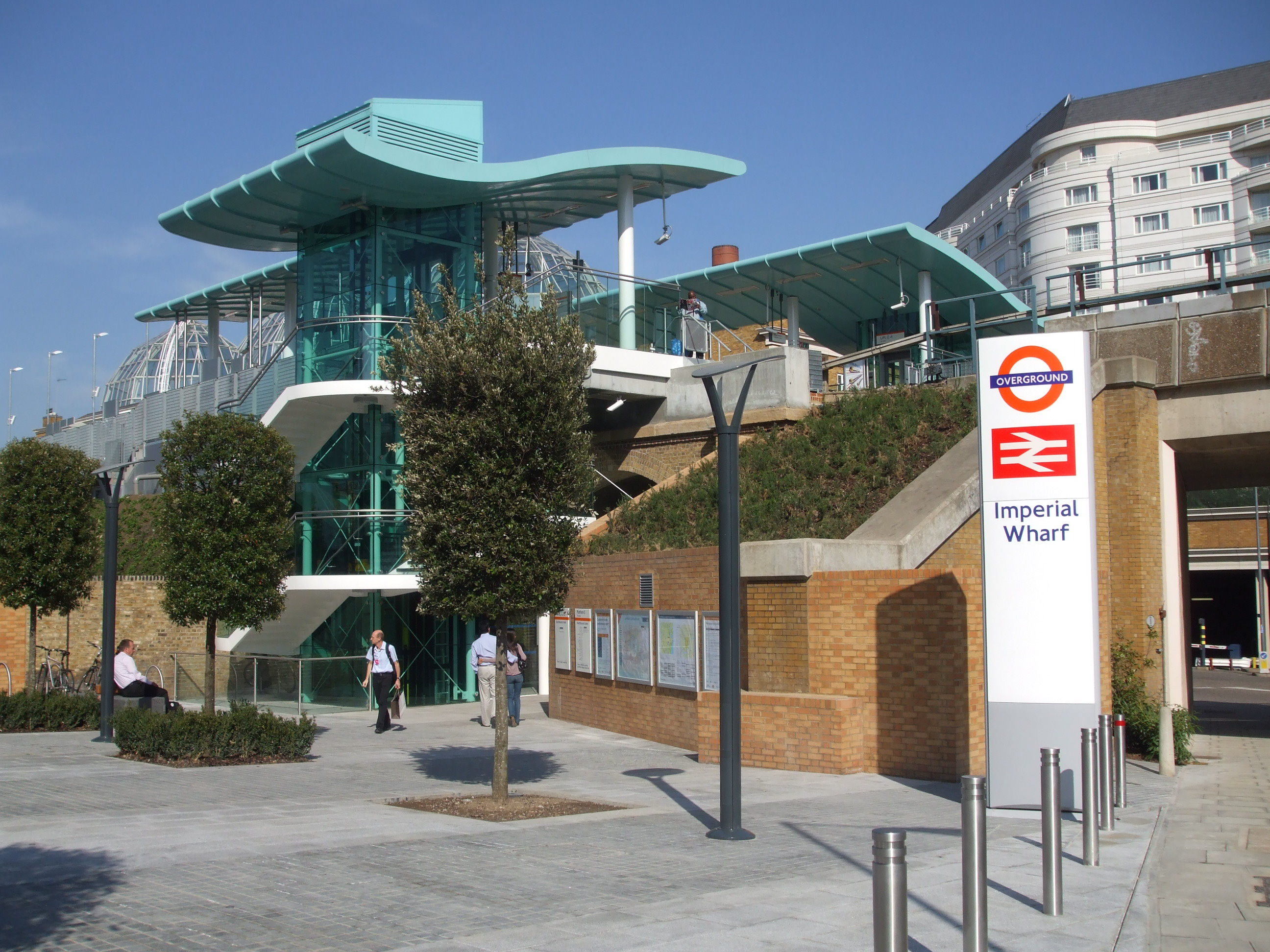
Ingresso ovest della stazione Imperial Wharf 2
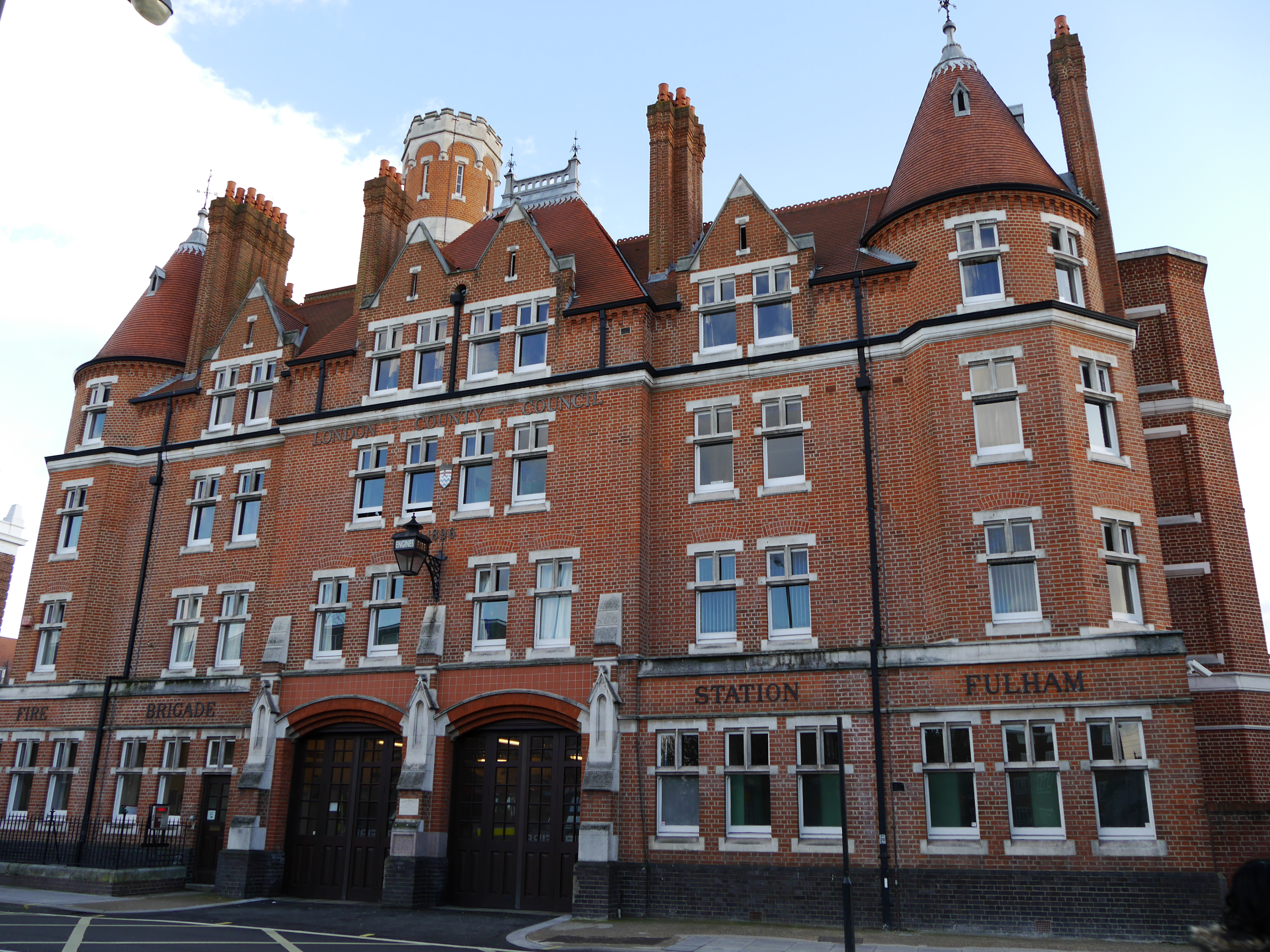
Fulham Fire Station
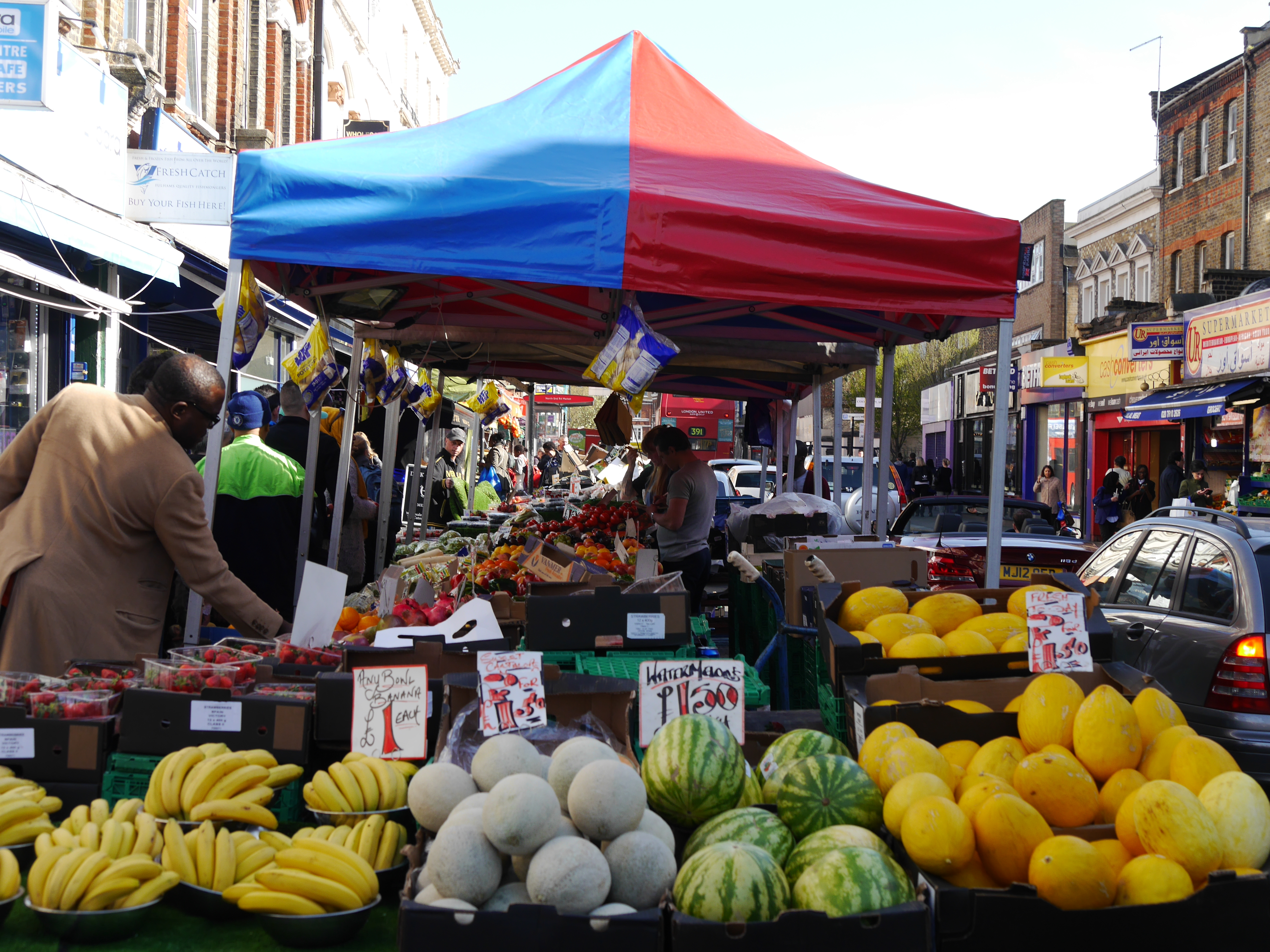
Mercato, North End Road, Fulham, Londra
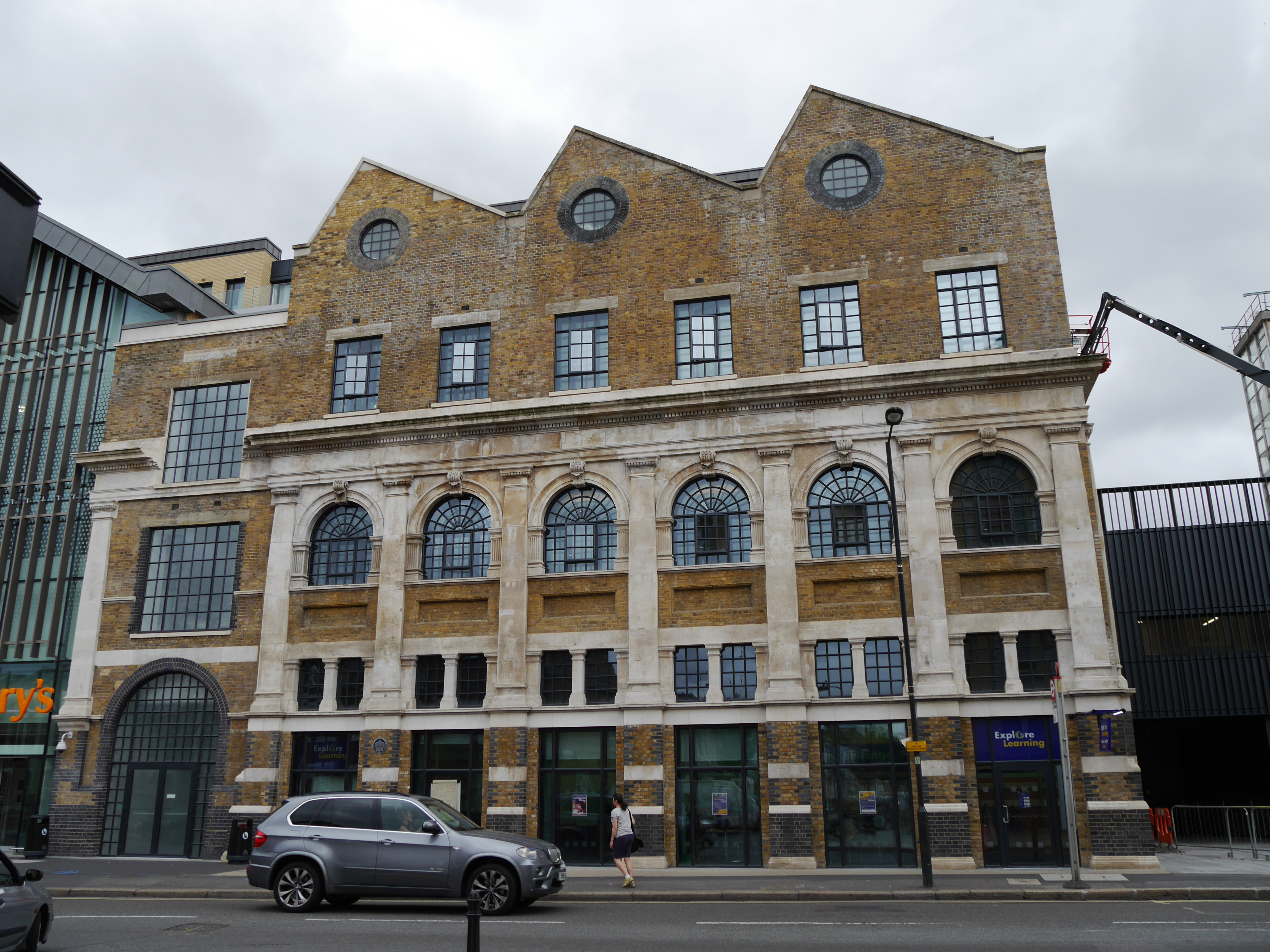
Birreria Kops, Sands End
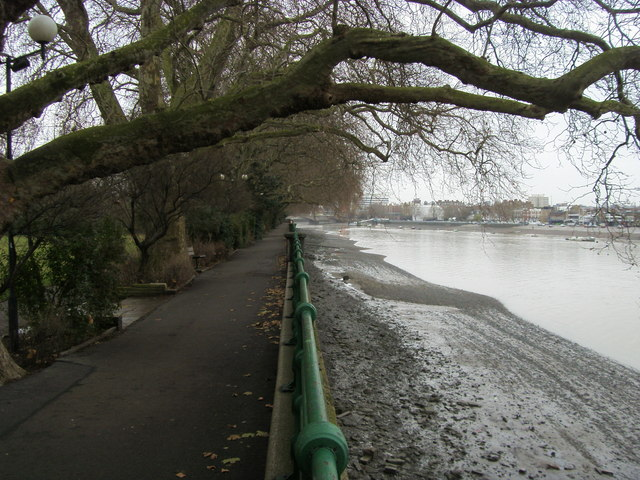
Il fiume Tamigi da Bishop's Park